# Bataille de Nice
Seconde Guerre mondiale
Batailles
2e campagne de France
- Corse
- Limousin
- Ain et Haut-Jura
- Les Glières
- Ascq
- Division Brehmer
- Mont Mouchet
- Opérations SAS en Bretagne
- Bataille de Normandie
- Guéret
- Brigade Jesser
- Cornil
- 1er Tulle
- 2e Tulle
- Argenton-sur-Creuse
- Oradour-sur-Glane
- 1er Ussel
- Saint-Marcel
- Saffré
- Mont Gargan
- Vercors
- Penguerec
- Lioran
- Égletons
- 2e Ussel
- Débarquement de Provence
- Port-Cros
- La Ciotat
- Toulon
- Martigues
- Marseille
- Nice
- Rennes
- Saint-Malo
- Brest
- Paris
- Mont-de-Marsan
- Montélimar
- Maillé
- Écueillé
- La Saulx
- Meximieux
- Nancy
- Colonne Elster
- Dunkerque
- Arracourt
- Saint-Nazaire
- Lorient
- Metz
- Royan et de la pointe de Grave
- Campagne de Lorraine
- Colmar

Front d'Europe de l'Ouest
Front d'Europe de l'Est
Campagnes d'Afrique, du Moyen-Orient et de Méditerranée
Bataille de l'Atlantique
Guerre du Pacifique
Guerre sino-japonaise
La libération de Nice a lieu le  28 août 1944 à la suite d'une insurrection armée décidée par la Résistance. Les insurgés ne sont qu'une centaine au début de la journée du 28 août, mais l'ampleur qu'a pris le soulèvement en fin de journée pousse l’occupant allemand à évacuer la ville. Les Alliés ne sont pas au courant de l'insurrection et n'aident donc pas les insurgés. Prévenus par la Résistance, quelques soldats américains arrivent de Saint-Laurent-du-Var le soir du 29 août. Une colonne blindée américaine arrive enfin le 30 août 1944. Nice est définitivement libérée.
Le bilan avancé par les historiens varie. Joseph Girard estime à 27 tués et 280 blessés le bilan des victimes de la Résistance. Le bilan avancé par Jean-Louis Panicacci dans un article intitulé À propos de la Libération de Nice est de 31 résistants tués et de 280 blessés du côté des insurgés niçois. Une distinction est réalisée dans cet article entre les résistants tués directement dans les combats ou décédés de leurs blessures au nombre de 30 et les résistants tués indirectement au nombre de 6,[source insuffisante]. Le bilan des pertes allemandes est couramment fixé à 25 hommes. Il s'agit des 25 corps relevés sur le terrain et 105 prisonniers. 4 fascistes italiens, membres du bataillon Nizza, 215e bataillon des "chemises noires", sont également tués,. Plusieurs collaborateurs ont également été abattus lors de l'épuration sauvage, notamment des membres des Groupes d'Action du Parti Populaire Français (GA - PPF) et des miliciens fascistes[source insuffisante], 3 tués le 28 août 1944 pour Jean-Louis Panicacci ce qui semble être un minimum. Des assassinats ou des règlements de compte se sont également produits dans la période d'instabilité provoquée par la Libération. Le bilan des victimes civiles du 28 août 1944, tuées ou décédées de leurs blessures, est très peu abordé et largement sous-estimé. Dans un ouvrage publié en 2012, Jean-Louis Panicacci l'estime à 5 tués. Or leur nombre est d'au moins 36 civils abattus ou mortellement blessés[source insuffisante].
Dans un discours prononcé le 9 avril 1945, place Masséna à Nice, le général de Gaulle évoque la libération de la ville en ces termes : « Nice, le 28 août 1944, par l’héroïque sacrifice de ses enfants, s’est libérée de l’occupant. (...) Nice libérée, Nice fière, Nice glorieuse ! »

## Déroulement de l'insurrection niçoise

### Le contexte du déclenchement de l'insurrection à Nice

#### L'avancée des Américains depuis ledébarquement de Provence
Les Allemands sont bousculés depuis le 15 août et le débarquement de Provence. Initialement, les alliés ont prévu de libérer le Var, de foncer vers le nord en laissant de côté la rive est du Var et les Alpes-Maritimes. Le 15 août 1944, les FFI obtiennent la reddition de la garnison allemande (une trentaine d'hommes) de Puget-Théniers. Le nord du département est sous le contrôle des FFI et des maquis. Le capitaine FFI Lécuyer, chef régional R2 (alias Sapin), part de Puget-Théniers avec une traction avant en direction de Draguignan avec le major Gun (alias Bamboos), un officier écossais de liaison. Le matin du 16 août, à quelques kilomètres au sud de Callas, ils rencontrent les premiers soldats américains. Ils atteignent le nord de Fréjus et rencontrent le général Frederick, commandant la 1re A.B.T.F. (en) (unité aéroportée) dans la région. Ils exposent la situation : seule la zone côtière est encore sous contrôle allemand. Les alliés peuvent déborder l'occupant par le nord. Cependant le major Frederick refuse tout d'abord car sa mission consiste pour l'instant à mener les opérations de débarquement et d'établissement de la tête de pont vers le nord et l'est. Il entre en contact avec son supérieur, le général Patch qui se trouve au large sur un navire. Le général Patch autorise Frederick à élargir la zone d'action jusqu'au fleuve Var. Une colonne blindée est guidée par la traction avant jusqu'à Puget-Théniers puis au Chaudan où elle essuie des tirs depuis Levens, qui était à ce moment occupé par la résistance. Les Américains passent la nuit à Beuil puis retournent rendre compte au général Frederick. Le même jour, deux colonnes américaines se lancent en direction du Var.
La première atteint Grasse le 24 août puis Vence et Gattières. Elle remonte la rive droite du Var et pousse jusqu'à Gilette où elle arrive dans la nuit du 25 au 26 août. Là, le régiment de parachutistes américains entre en contact avec les maquisards qui se battent pour prendre le verrou stratégique de Levens. Le 26 août, les Américains utilisent leur artillerie, matériel qui fait défaut aux résistants. Le 27 août au soir, les Américains franchissent le Var sans l'accord du général Frederick[réf. nécessaire] et, guidés par les FFI, reprennent Levens et La Roquette[Laquelle ?]. Les Allemands de la zone côtière sont donc menacés sur leurs arrières. De Levens, les Américains peuvent en quelques heures accéder au Paillon (La Trinité, Saint-André-de-la-Roche, quartier de l'Ariane à Nice) et couper la retraite vers l'Italie ou encore atteindre Nice par les collines de Bellet et Gairaut par Aspremont et Colomars. Depuis La-Roquette-sur-Var, les Américains se rapprochent également de Saint-Isidore à Nice.
La seconde colonne emprunte la route littorale, soutenue par l'aviation et la marine. Elle arrive le 19 août à La Napoule qu'elle ne libère que le 23 août en raison de la résistance des Allemands solidement installés sur le massif du Tanneron. Des négociations ont lieu le 23 août entre la Résistance et la Wehrmacht à Cannes pour limiter les destructions. Les Allemands acceptent de décrocher sans mener les destructions prévues[réf. nécessaire]. Ils partent le 24 août à 2 heures du matin. Beaucoup d'enrôlés de force (Polonais, Tchèques, Roumains) et de soldats allemands se rendent. Prévenus par les FFI, les Américains arrivent à 15 heures 15 à Cannes. Ils poursuivent jusqu'à Antibes libérée à 19 heures. Les Allemands continuent de décrocher non sans mener des combats retardateurs et abandonnent Cagnes-sur-Mer. Le 27 août, vers 18 heures, les premiers chars américains arrivent à Saint-Laurent-du-Var. Deux FFI, Gabriel Abonnel et Jean Clément Ledieu, sont tués par un nid de mitrailleuse allemande au centre-ville dans les derniers accrochages,.

#### Le climat insurrectionnel à Nice
À Nice, touchée par une forte vague de chaleur, un climat insurrectionnel s'est installé.
De nombreux Niçois veulent en effet se débarrasser de la présence allemande et venger leurs morts. La population est d’ailleurs encore sous le choc des récentes exactions allemandes.

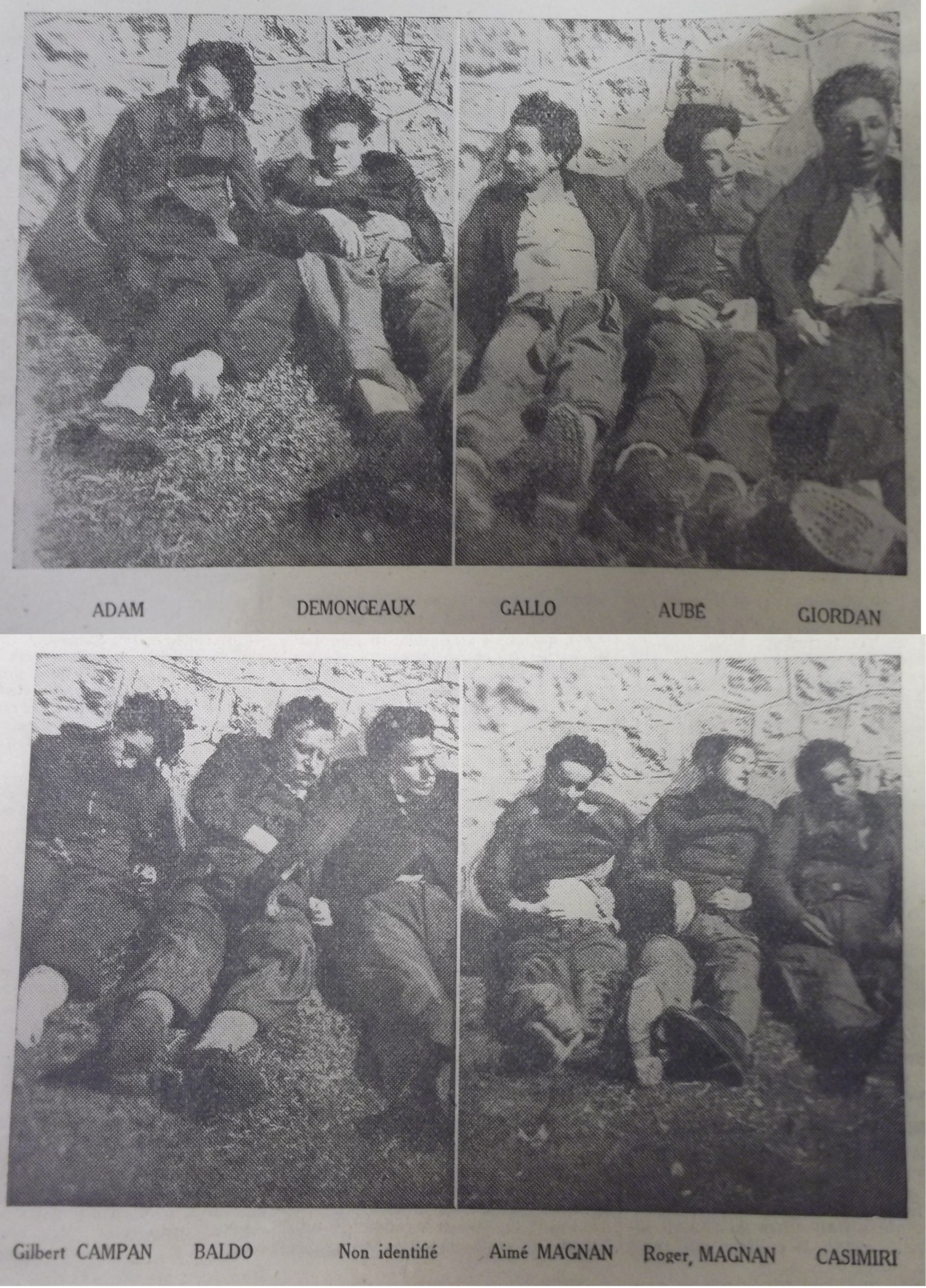
Photographie des corps des fusillés de Saint-Julien-du-Verdon (Alpes-de-Haute-Provence). Les corps des fusillés (9 tués sur le coup et deux décédés de leurs blessures) sont regroupés au cimetière de Saint-Julien-du-Verdon, adossés le long du mur et pris en photographie par la gendarmerie de Castellane, Alpes-de-Haute-Provence, afin de pouvoir les identifier. Ces deux photos (une rangée de 5 corps et une autre de 6 corps) ont été publiées avec les identités en légende dans le journal L'Ergot no 8, édition du 8 octobre 1944. Le 3e fusillé en partant de la gauche sur la seconde photographie est indiqué comme non identifié. Il s'agit d'Albin Bandini, identifié officiellement en 1994.

Le 10 juin, treize résistants ont été sélectionnés dans le quartier allemand de la maison d'arrêt de Nice pour être exécutés dans des représailles. Parmi ces résistants figurent quatre jeunes Niçois, membres d'un groupe de résistants du Lycée Masséna arrêtés avec Jacques Adam le 9 juin 1944 en revenant du maquis du Férion près de Levens. Les résistants Pierre Appolin et Joseph Graffino sont exécutés sur la route le 10 juin à Bar-sur-Loup en représailles de l'attentat qui a coûté la vie au consul fasciste républicain d'Antibes le 17 mars 1944. Les onze autres (dont les quatre lycéens et Jacques Adam) sont exécutés à Saint-Julien-du-Verdon le 11 juin en représailles des actions des maquisards FTPF.

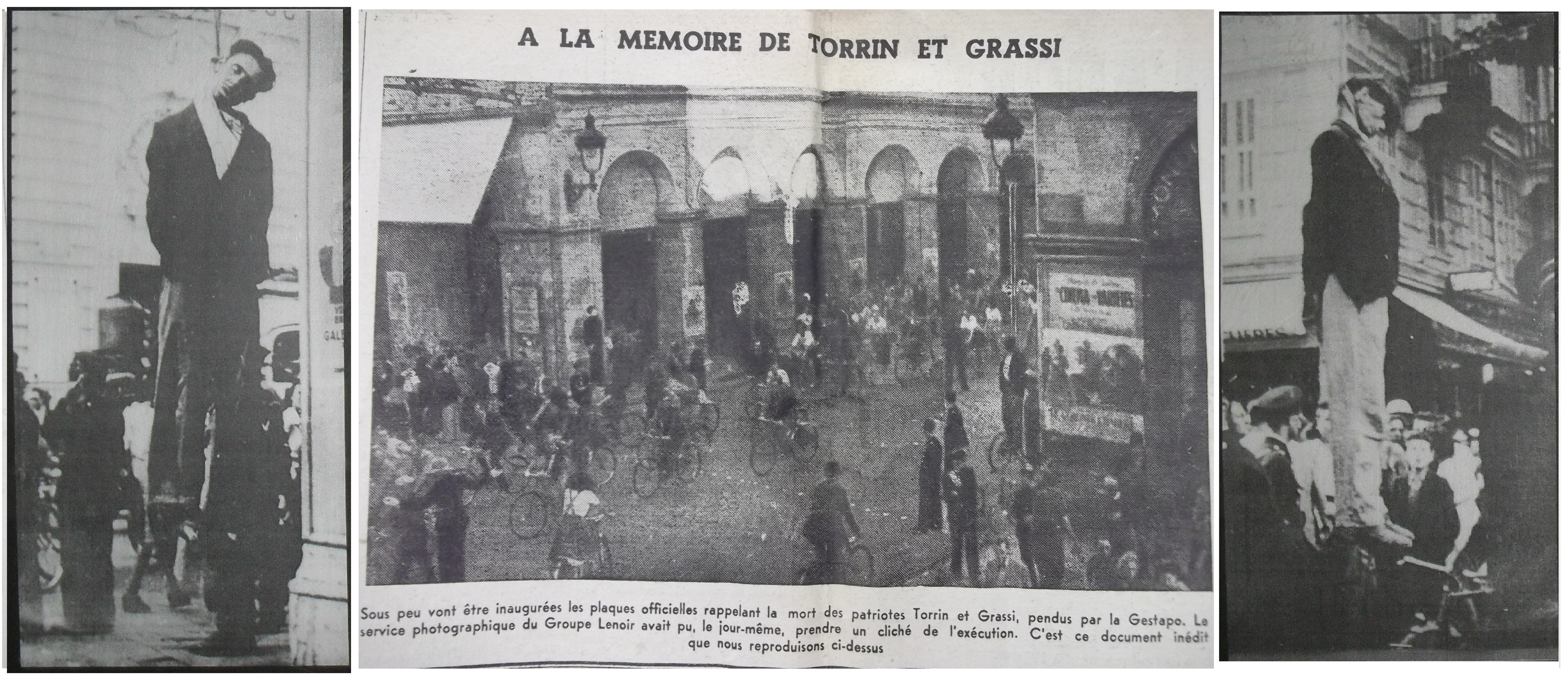
Photographies de la pendaison de Séraphin Torrin et Ange Grassi le 7 juillet 1944 à Nice (Alpes-Maritimes). Deux stèles commémoratives rappellent aujourd'hui cette double pendaison.

 Séraphin Torrin et Ange Grassi, deux résistants communistes, sont arrêtés le 4 juillet 1944 comme otages à Gattières, sur dénonciation, avec cinq autres personnes en représailles des actions du maquis. Le 7 juillet 1944, ils sont pendus en plein jour aux réverbères des arcades de l'avenue de la Victoire devant des centaines de personnes rassemblées de force par l'occupant. Leurs corps restent exposés pendant trois heures.
Le 28 juin 1944, deux cheminots allemands de la Reichsbahn sont exécutés boulevard Tzarévitch par un groupe de résistants composé de juifs et de non-juifs. Maurice Behar, membre de ce groupe, a comme petite-amie Suzy Ben Hamin qu'il fait rentrer dans leur groupe en janvier 1944. Le 9 juin 1944, il veut se séparer d'elle. Par vengeance, elle dénonce le groupe de résistants à Félix Valetti, Niçois collaborant avec la Gestapo, après l'attentat contre les cheminots allemands. Félix Valetti donne le groupe à la Gestapo et ils sont arrêtés le soir même par des agents français et allemands alors qu'ils sont réunis. Ils sont transférés aux Nouvelles-Prisons de Nice et interrogés. Le 29 juillet 1944, Nagel Engelfried de la Gestapo niçoise emmène cinq détenus dans deux voitures. Parmi eux se trouvent trois membres du groupe : Maurice Lukowski, Maurice Alouf et Maurice Behar. Ils sont fusillés mais les corps n'ont jamais été retrouvés. Une plaque commémorative rappelle la mémoire de Maurice Lukowski au cimetière juif du château à Nice. La Gestapo de Nice a également exécuté vingt-et-un résistants du quartier allemand de la maison d'arrêt de Nice le 15 août à l'Ariane en représailles du débarquement de Provence. Le même jour, trois officiers de la gestapo cannoise exécutent dix résistants (huit meurent, deux survivent à leurs blessures) dans les caves de son siège de la villa Montfleury avant de l'évacuer. Enfin, de nombreux autres résistants du département sont arrêtés, fusillés ou déportés depuis l'intensification de la guérilla provoquée par les débarquements du 6 juin 1944 et du 15 août 1944.
La ville connaît une situation de grave pénurie alimentaire. Les Azuréens ne consomment plus que 150 grammes de pain par jour depuis le 15 juillet puis 100 grammes après le 15 août. Les Allemands tentent d'organiser un ravitaillement depuis la Ligurie mais ils peinent à trouver des camions en Italie.
L'ambiance devient électrique. Avec le déclenchement du débarquement, les Allemands proclament l'état de siège et la loi martiale. Le 15 août, cinq soldats allemands sont visés par des tirs place Masséna. Aucun n'est touché. Cela avait déjà été le cas le 22 janvier 1944. Le couvre-feu est établi toute la journée du 16 août puis de 14 à 17 heures le 17 août.
Le 17 août, vers 22h15, le préfet Ravard vient demander à la Feldkommandantur de déclarer Nice ville ouverte. Le général Fretter-Pico répond au message d'information : Pour des raisons militaires, la ville de Nice ne sera jamais déclarée ville ouverte. Nouvelle demande le 18 août 1944 et nouveau refus.
Le 19 août, une conférence a lieu à la Feldkommandtur entre le chef de groupe administratif docteur Koechling, le capitaine Buccholz de l'état-major de la 19e armée et le SS Gerhard Keil, chef de la Gestapo de Nice. L'objectif est de réfléchir aux mesures de répression à ordonner en cas de soulèvement (exécutions, déclarations...).
Une série de grèves est organisée pour gêner les activités des occupants. Le personnel du journal L'Éclaireur de Nice et du Sud-Est se met en grève le 17 août suivi le lendemain par les employés de l'usine à gaz. Le 20 août, la CGT lance un ordre de grève générale. Le même jour, des résistants coupent les fils du PC allemand installé à Fabron.
Les résistants cherchent à accroître leur stock d'armes qui demeure très insuffisant. Le 22 août, des armes sont récupérées dans une caserne annexe de la gendarmerie, quartier Saint-Roch. Ce même 22 août, des membres des Groupes d'Assaut du PPF, des miliciens et des cadres de la Gestapo quittent la ville pour Menton puis pour Neuss en Rhénanie.
Le 24 août, la grève générale est suivie aux TNL, à la SNCF, dans la métallurgie, les transports, les journaux, le bâtiment. Le relais des communications téléphoniques est détruit. Ce même 24 août est créé un Comité insurrectionnel présidé par René Houat (décédé en 2009). L'insurrection se prépare. Des contacts ont lieu entre les autorités allemandes (Feldkommandantur et commandement du port) et la Résistance par l'intermédiaire de la préfecture. Les Allemands souhaitent ne pas avoir à exécuter totalement le plan des destructions prévues mais demandent en échange de pouvoir évacuer la ville sans être attaqués. Les négociations échouent.
Toujours le 24 août, un croiseur lourd et cinq destroyers alliés sont visibles dans la rade de Nice. Ils tirent sur le fort du Mont-Alban et sur la vallée du Var.
Un comité d'action F.F.I. est créé le 26 août par Pierre Bloch. Il regroupe les différents chefs de groupe FFI. Le 26 août 1944, le résistant Joseph Manzone, dit Joseph le fou, égorge au garage de l'hôtel Ruhl le colonel SS chargé de superviser le général Nickelmann de la Feldkommandatur,.
Des résistants avec armes surveillent de l'intérieur l'usine à gaz de Saint-Roch pour empêcher une éventuelle destruction de l'édifice par les Allemands. Ils attendent le déclenchement de l'insurrection.
Depuis le 15 août 1944, des contacts ont été pris avec divers détachements polonais de l'armée allemande notamment grâce à l'aide d'un tract en polonais et d'un autre en allemand. Plusieurs détachements ont accepté de se rendre ou de changer de camp en cas d'insurrection. Depuis juin 1944, des résistants sont cachés dans certains bâtiments de l'hôpital Pasteur à Nice, désigné depuis janvier 1944 Centre d'installation du P.C. et centre du Corps Franc d'Encadrement du groupe FTP René Canta. Dans les premiers jours d'août, un groupe spécial d'action de 47 hommes est cantonné dans le presbytère de l'hôpital et dans la maison de l'aumônier de l'établissement, l'abbé Albert Perrin, capitaine sanitaire à l'État Major du Groupe René Canta. Ils attendent en armes, clandestinement, ravitaillés par l'économe-chef de l'hôpital.
Il faut également noter que pendant tout le mois d'août, un avion non identifié, sur lequel la D.C.A. allemande n'ouvre pas le feu, vole dans le ciel de Nice et lance des bombes légères à l'occasion. Huit bombes sont lâchées le 13 août 1944 à deux heures du matin au nord de la gare du sud et du boulevard Joseph Garnier (7 blessés), dix bombes le 14 août à 5h20 sur le même secteur notamment au 12 bis rue Miollis après avoir tourné plusieurs heures dans le ciel (au moins 6 tués, peut-être même 9 tués selon les sources), huit bombes lâchées à 4h30 le 15 août sur le cimetière de l'avenue Saint-Laurent après plusieurs heures dans le ciel. Une grosse bombe est lâchée le 16 août boulevard Carnot dans un terrain vague après avoir rôdé plusieurs heures au-dessus de la gare P.L.M. et du quartier du Parc impérial et même mitraillé le bord de mer. Deux bombes sont lâchées le 17 août au port, évacué depuis 48 heures. Dix-huit bombes sont lâchées le 23 août avenue des Fleurs (1 tué et 3 blessés). Deux habitants sont blessés le 25 août au Mont-Boron. Cinq bombes sont larguées le 26 août à 23 heures sur le centre-ville (un blessé). Enfin, trois bombes sont larguées le 27 août rue de la Buffa et place Grimaldi (1 mort, deux blessés). Une fois la Libération survenue, cet avion ne revient plus. D'où venait-il ? Qui le pilotait ? Les Niçois surnomment rapidement cet avion l'avion fantôme ou encore le maraudeur. Certains pensent à des bombardements réalisés par des fascistes italiens depuis une propriété ou encore à une vengeance personnelle d'un militaire italien. Le mystère est aujourd'hui levé. Pour Jean-Louis Panicacci, cet avion venu de l'est appartenait à une escadrille basée sur l'aérodrome de Villanova d'Albenga. Il s'agit probablement d'un Storch-Fieser couramment utilisé pour des missions d'observation. Il est piloté par un fasciste-républicain ou par un aviateur de la Luftwaffe. Que vient-il faire ? Il est en fait commandité par les autorités militaires allemandes de la région niçoise pour s'assurer que les prescriptions d'occultation sont bien respectées. Si la surveillance montre un non-respect des règles, la mesure de rétorsion consiste en un bombardement à basse altitude de la zone illuminée. D'ailleurs, ses apparitions cessent avec la libération de Nice,.
Les bombardements aveugles de cet avion fantôme stressent énormément les Niçois déjà traumatisés par les centaines de morts du bombardement allié du 26 mai 1944 sur Nice et Saint-Laurent-du-Var. De plus, les attaques aériennes des alliés s'intensifient au mois d'août, notamment sur le port et la vieille-ville. 24 civils sont tués, 30 blessés et 500 sinistrés dans ces raids des aviations anglaises et américaines, notamment le 7 août et le 21 août.

### La stratégie allemande
À la suite de la percée des Alliés vers le Rhône, la liaison entre les différentes unités allemandes est coupée. Le 19 août, la 148e Infanteriedivision, commandée par le général Otto Fretter-Pico, et la 157e Gebirgsdivision, isolées dans le Var et les Alpes-Maritimes, reçoivent un ordre du commandement allemand en Italie qui les intègre au 75e Corps d'armée (LXXV. Armeekorps) commandé par le général Hans Schlemmer. Le général leur ordonne de se replier sur les positions de la frontière franco-italienne afin d'empêcher une percée des Alliés en Italie du Nord. Cette décision empêche la destruction de ces divisions. Pour le commandement allemand, Nice ne représente donc pas une position militaire stratégique de repli mais un point de passage stratégique et vital pour mener sa retraite vers l'Italie. Ceci explique que le 18 août, il refuse que Nice soit déclarée ville ouverte. C'est pourquoi également, les négociations avec la Résistance pour permettre une évacuation de la ville sans destructions échouent contrairement à ce qui se passe à Cannes et Antibes. Les résistants veulent en découdre et les Allemands refusent de quitter Nice sans se défendre.
Les Allemands se replient mais cherchent en même temps à retarder l'avance américaine. Une première ligne de défense est mise en place le long du Var. Mais la prise de Levens le 27 août crée un risque de contournement et d'attaque par le nord de Nice. Les unités allemandes commencent à évacuer Nice dès le 26 août pour se replier sur Menton et les montagnes mais des combats retardants sont prévus.
De plus, l'insurrection niçoise n'est pas une surprise pour les Allemands : elle est évoquée à la Feldkommandantur dès le 23 août à 17 heures lorsque le responsable du SD, le docteur Keil, informe la Feldkommandantur que 5 à 7 000 résistants préparent une insurrection avec l'aide de la police. Il est donc décidé qu'en cas de troubles, l'armée tirera avec ses trois batteries lourdes sur tout mouvement insurrectionnel. Les autorités allemandes n'ont pas l'intention de se retirer sans combattre et ils envisagent de bombarder la ville en cas de soulèvement. Cette décision est confirmée le lendemain : la Feldkommandatur restera à Nice pour résister au mouvement insurrectionnel. Dans le même temps, elle reçoit un code de repli (Hindenburg) sur Menton pour le moment où les troupes ennemies auraient franchi la ligne défensive du Var. Le 25 août, les Allemands prévoient toujours de résister à l'insurrection : les deux tiers des Feldgendarmes reçoivent l'ordre de rester à Nice. Le 27 août, la Feldkommandantur prévoit son transfert à Menton pour le 28 ou le 29 août. Le général Fretter-Pico réclame de la Feldkommandantur qu'elle maintienne le calme dans la population pendant le retrait de ses troupes.
L'insurrection gêne donc les Allemands dans leurs plans d'évacuation. Elle les oblige finalement à accélérer l'évacuation des dernières unités allemandes.

### 27 août

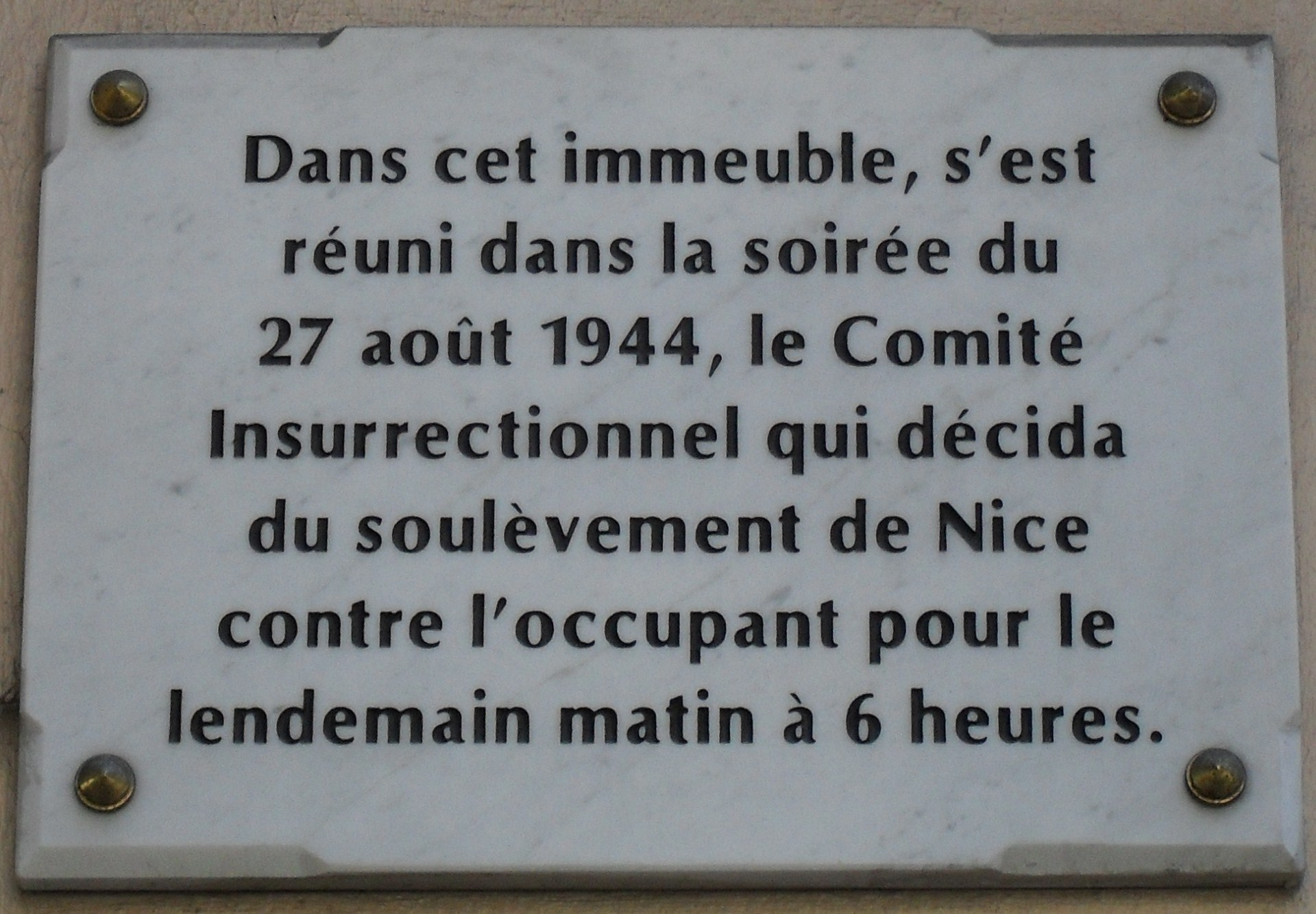
Plaque commémorative située au 20 boulevard de Cessole à Nice, au niveau du Palais Stella, qui rappelle la réunion du Comité Insurrectionnel le 27 août 1944.

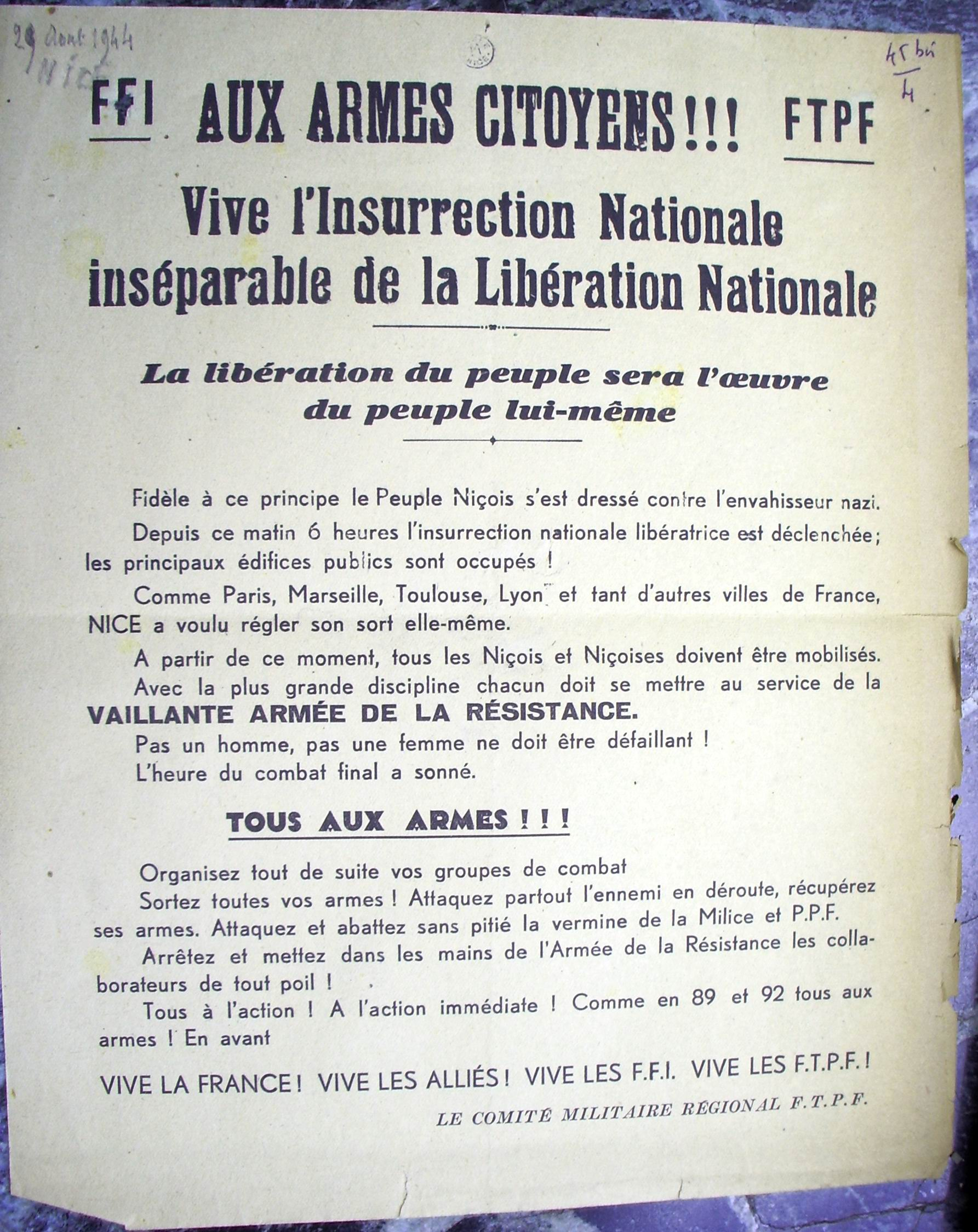
Affiche du Comité Insurrectionnel placardée dans les rues de Nice dans la nuit du 27 au 28 août 1944 et appelant à prendre les armes.

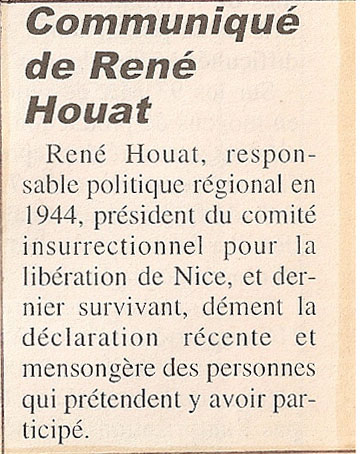
Article paru dans le journal PCA de septembre 1998

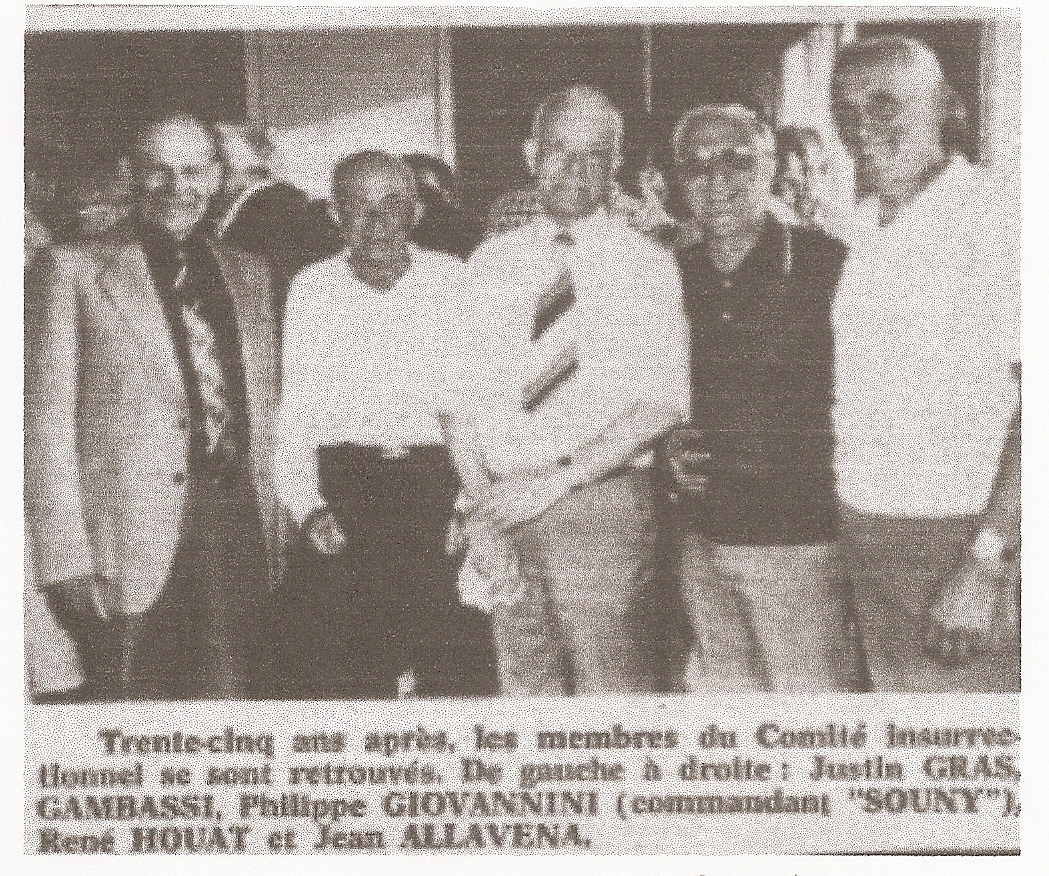
Les membres du comité insurrectionnel réunis en 1979

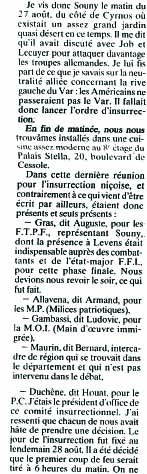
Composition des membres présents à la dernière réunion du comité insurrectionnel 1994

Le comité militaire des F.T.P. - M.O.I. s'est réuni le matin du 27 août et a décidé de proposer l'insurrection pour le lendemain. Les hommes veulent en découdre. Le même jour, deux réunions sont organisées au huitième étage du Palais Stella situé au 20 boulevard de Cessole. Celle du matin est d'ordre militaire et celle de l'après-midi d'ordre politique. Sont présents Souny, chef départemental F.T.P., Armand, pour les « Milices patriotiques » des entreprises, Jean-sans-peur, pour les F.T.P.F. de Nice, Ludovic, pour la M.O.I. (Main-d'œuvre immigrée), Thibaud, pour la C.G.T., Pierre Durand, Georges, responsable départemental du Parti communiste et aux F.T.P., plus un invité, Bemard, cadre régional bloqué à Nice. Brandon, du Front National (mouvement de résistance créé par le Parti Communiste Français à ne pas confondre avec le Front national, organisation de coordination des partis nationalistes français de droite, active entre 1934 et 1938, ni avec le parti politique d'extrême droite créé en 1972), et Duchêne, du Parti communiste, sont absents pour des raisons de sécurité. Ensemble, ils forment le Comité insurrectionnel. Cependant, René Houat, président du comité insurrectionnel, a écrit dans le PCA No 1617 du 18 au 24 septembre 1998, qu'il conteste la composition des personnes présentes. La décision est prise de déclencher le soulèvement général pour le lendemain dès six heures en dépit de la pénurie d'hommes entraînés (100 à 200 hommes) d'armes et de munitions (des grenades, 20 mitrailleuses, 40 mousquetons et quatre mitrailleuses lourdes). Une plaque commémorative est aujourd'hui visible à droite de la porte d'entrée de l'immeuble et rappelle cette importante réunion.
Les divers groupes de résistants sont prévenus dans l'urgence (notamment les Corps Francs de la Libération à la caserne Filley avec le groupe Parent) mais beaucoup ne peuvent être joints en si peu de temps notamment à cause du couvre-feu ou de la distance. Pierre Bloch rencontre le docteur Sapir à la librairie Paradis en compagnie de l'avocat Brandon responsable départemental du Front National qui se dit habilité à parler au nom des F.T.P.. Ils rédigent ensemble un texte bref qu'ils signent : Les représentants des CFL, MP, FTP de la ville de Nice, réunis le 27 août 1944, décident de porter à la connaissance de leurs troupes respectives, à la veille du combat sacré pour la libération, qu'elles ne doivent rivaliser que par l'ardeur dans la lutte contre l'ennemi et combattre au coude à coude fraternel et loyal, dans un esprit purement patriotique. Dans la nuit, les F.T.P. placardent des affiches malgré le couvre-feu, un peu partout dans les rues de la ville pour relayer l'appel à l'insurrection. On peut y lire : Français, Françaises, le 15 août, les armées alliées, comprenant l'armée française de la libération, ont pris pied sur notre sol. Elles sont aux portes de Nice. Cannes, Antibes et Grasse sont libérées : la Wehrmacht aux abois ne sait plus où se réfugier, ses soldats ont peur ! Ils savent maintenant qu'ils sont vaincus. Mais notre ville reste à libérer. Dès le débarquement, la C.G.T. a lancé l'ordre de grève générale. Les F.F.I. ont organisé les guérillas. Mais cela ne suffit pas ! Le peuple de Nice, quatrième ville de France, se doit, après l'exemple de Paris, de Marseille, de Bordeaux, de Lyon et autres villes de France, de se libérer à son tour, de faciliter l'entrée victorieuse des troupes alliées dans la capitale de la Côte d'Azur. Pour cela, le C.D.L. vous appelle au combat. Aux armes citoyens ! Partout abattez les boches, désarmez-les, entrez en masse dans les milices patriotiques. Un seul mot d'ordre : s'organiser, s'armer, se battre ! Vivent les F.F.I. ! Vive la libération de Nice ! Vive la France ! En avant, tous au combat ! Le C.D.L. (F.N., P.C., C.G.T., M.L.N.).

### 28 août, jour de l’insurrection
Les combats éclatent à partir de 6 heures simultanément en plusieurs points de la ville.
À l'aube, le groupe 6 des Francs-tireurs partisans (10 hommes) dressent une première barricade au passage à niveau. Ils doivent stopper les Allemands des collines de Gairaut. Le groupe est retranché dans une excavation de la chaussée sous les ordres de Fortuné Leonardi. Ils sont soutenus par un groupe du mouvement Combat commandé par Paul Cavenago. Un groupe de FFI mené par Louis Brandone prend le contrôle du garage Renault, boulevard Gambetta. Louis Sana poste 3 jeunes et une mitrailleuse à l’angle des boulevards Auguste Raynaud et Joseph Garnier. Il se rend ensuite avec des hommes place Gambetta (actuelle place du Général de Gaulle). Les maraîchers sont informés de la situation et partent vite. Les hommes sont postés face à l'avenue Malausséna. Louis Sana descend l'avenue Malausséna avec Armand Allavena et Mearelli. Ils tombent sur trois soldats allemands. L'un des Allemands est blessé mais les trois soldats sont finalement faits prisonniers.
Le groupe F.T.P.F. René Canta s'occupe du centre-ville. Ils partent du PC à Pasteur. Une équipe commandée par Jean Calsamiglia se rend à la gendarmerie. René Canta occupe le lycée Félix Faure où les policiers rejoignent les insurgés. De là, René Canta et ses hommes investissent la préfecture. Des détachements occupent la Bourse du travail, l'imprimerie de L'Éclaireur, les locaux du Petit Niçois sont occupés par les pompiers résistants. Martini dit Pensée part prendre le commandement des combattants-traminots au dépôt TNL à Nice-Riquier. Jean Calsamiglia se rend à l'intendance de police rue Maréchal-Foch et y installe son PC. Les inspecteurs sont désarmés. Les agents de police aident les FFI à organiser la défense. L'ordre est donné de contrôler les petites rues du Vieux-Nice, d'interdire toute circulation des Allemands sur le boulevard des Italiens (actuel boulevard Jean-Jaurès) et la place Garibaldi. René Canta donne ses ordres : il faut harceler les Allemands, les attaquer partout à la fois. Le groupe Lenoir (Verdi) occupe la mairie, le groupe du capitaine Martin occupe le lycée de garçons (actuel Lycée Masséna). Les groupes francs du mouvement Combat et les F.T.P.F. occupent la caserne Filley.
Vers 6h00, les F.F.I. de Charles Menardi se regroupent à leur QG au dépôt de journaux de l'avenue de la Californie. Ils décident d'occuper le central téléphonique de Fabron, ce qui est fait sans difficultés. Les résistants des CFL les rejoignent pour occuper le transformateur du quartier de la Vallière. Un combat a lieu. Deux FFI sont blessés. Les soldats polonais se rendent. Roger Simon se procure une arme et veut rejoindre ses camarades du groupe Académie des CFL du capitaine François Calvin. Il est fait prisonnier par une patrouille allemande à Carras. Il est torturé toute la journée puis abattu d'une balle de revolver le 29 août vers une heure du matin dans un blockhaus de l'avenue de la Californie.
Vers 6 heures, une voiture à bord de laquelle se trouvent des gradés allemands arrive de la place Gambetta et se heurte aux groupes de résistants postés autour du passage à niveau. Elle est immobilisée par une grenade à l'angle du boulevard Auguste-Raynaud. Bilan : 3 morts et un commandant blessé et prisonnier chez les Allemands. Les résistants récupèrent leurs armes. Louis Sana s'empare de la sacoche du commandant blessé. Elle contient des documents importants sur les projets du commandement allemand.
Vers 6h30, à Nice-Nord, une camionnette allemande descend le boulevard de Cessole vers le passage à niveau. Les sentinelles lâchent une rafale de mitrailleuse. Le chauffeur qui est seul se rend. L'alerte est donnée dans le quartier. Des habitants se lèvent et rejoignent les résistants pour combattre. Le lieutenant Mathis est réveillé par des coups de feu boulevard de Cessole. Il descend et tombe sur des FTP en position près de l'avenue Castellane. Il voit alors deux Allemands dans l'avenue qui s'enfuient. Ils sont poursuivis et se rendent. Il prend le commandement de plusieurs hommes à l'angle de l'avenue Cyrnos. Un fortin est organisé dans la villa "les Pipistrelles" qui domine tout le boulevard de Cessole. Paul Cavenago se rend à la brigade mobile rue André Theuriet et somme les policiers de remettre leurs deux mitraillettes et les munitions. Une deuxième camionnette est signalée. Une rafale de mitraillette crépite. Un pneu éclate. La camionnette ralentit alors qu'à l'intérieur un homme congestionné hurle sur le chauffeur. Nouvelle rafale. Des balles percent le moteur. La voiture est entourée par les résistants. Un commandant allemand furieux descend ainsi que deux sous-officiers et le chauffeur. Ils sont faits prisonniers. Les prisonniers sont conduits dans un garage voisin rue Georges Doublet. Les autres prisonniers allemands faits durant la journée dans le quartier y sont amenés aussi.
Vers 7h00, trois camions allemands avec remorques débouchent dans le boulevard Joseph Garnier. Dissimulés derrière les platanes, les FFI ouvrent le feu. Surpris, les Allemands bifurquent vers la petite avenue Montclair où ils sont stoppés par des jets de grenade. Quatre Allemands sont faits prisonniers. Les camions transportent un trésor : deux mitrailleuses lourdes, un fusil-mitrailleur, une mitraillette, des fusils, des munitions. Des barricades sont érigées au débouché des rues avoisinantes. Une mitrailleuse est transportée place Gambetta, placée en batterie de façon à prendre en enfilade l'avenue Malausséna. L'autre est mise en batterie sur le carrefour du passage à niveau. Une sorte de bouclier est formée avec des traverses de chemin de fer récupérées à la Gare du Sud toute proche.
Avec une des camionnettes récupérées conduite par Aimé Paiche, Louis Sana parcourt le quartier du passage à niveau pour arrêter des chemises noires fascistes. Quelques-uns sont exécutés dans la journée. Louis Sana se rend ensuite à la mairie avec la même camionnette conduite par le chauffeur de taxi Marius. Ils désarment deux policiers.
Toujours vers 7h00, le brigadier-chef de police Deguin se trouve de service au lycée. Il entend des coups de feu. Les agents l'informent que ce sont les Allemands qui sont visés. Avec quatre gardiens, ils se rendent boulevard Mac-Mahon (actuel boulevard Jean-Jaurès) et attaquent une autochenille montée par trois Allemands qui réussissent à s'enfuir. L'autochenille est emmenée par des civils à la préfecture. Ils s'emparent également de deux camions avec remorques malgré les tirs des armes automatiques et des mortiers du Château.
Vers 7h15, Lucien Cantailloube, un des responsables des Milices Patriotiques au dépôt SNCF de Nice Saint-Roch a pu rassembler 350 hommes. La défense du dépôt est organisée par Auguste Chochoy. Un poste d'observation est installé au sommet de l'épurateur Lamy qui domine le quartier.
À 7h30, un camion allemand tractant une arme lourde arrive par le boulevard Joseph Garnier et est lui aussi attaqué à la grenade : les assaillants s’emparent d’une mitrailleuse lourde et de Mausers. Des prisonniers sont faits mais il y a aussi des blessés et des tués côté allemand. Un deuxième camion est bientôt immobilisé : des prisonniers sont faits et des fusils capturés.
Toujours vers 7h30, les FFI commandés par Émile Mercanti attaquent la batterie de Saint-Pierre-de-Féric sur les collines à l'ouest de Nice. Le 2e détachement attaque quelques Allemands en patrouille sur la route. Un Allemand est tué, trois sont faits prisonniers. Deux sont blessés mais parviennent à s'enfuir.
Plus au sud de la ville, une opération est ordonnée par Jean Calsamiglia au groupe Robert mené par Barbev Odadjian (dit « Robert »). L'opération vise le siège du P.P.F., partie collaborationniste, situé rue Dalpozzo. Les F.F.I. contrôlent d'abord les immeubles environnants, rue de la Buffa et rue Maréchal Joffre. Un fusil-mitrailleur est braqué sur l'immeuble du siège du PPF. Robert pénètre dans le bâtiment avec un camarade. Ils ne rencontrent aucune résistance. Vers la fin de l'opération, à 7h30, une voiture allemande occupée par deux officiers aborde le barrage des F.F.I.. Il s'agit du lieutenant Wilhelm Hansen (né le 27 janvier 1914, son corps repose au cimetière militaire allemand de Dagneux (Ain, rang no 30, tombe individuelle no 17) et d'un sous-officier du bataillon Flak commandé par le commandant Michelis. Les occupants de la voiture sont tués sous le feu des mitraillettes au coin des rues Dalpozzo et de la Buffa.
Plusieurs positions stratégiques sont aux mains de la Résistance : le Lycée de garçons, la Préfecture, l’Hôtel de Ville mais aussi la Poste Thiers, la gare SNCF, les Entreprises Michel, le siège de la police, puis la Gendarmerie, l’Usine à Gaz, le siège de la Milice française, le dépôt des TNL, la gare Saint-Roch, la caserne Filley. Les locaux du journal L'Éclaireur sont investis ainsi que les principales imprimeries, où l’on imprime immédiatement tracts et affiches appelant à l'insurrection.
À partir de 8h15, la Feldkommandantur est progressivement mise au courant des événements.
La population du quartier du passage à niveau aide à réaliser une barricade boulevard Auguste Raynaud. La barricade permet d'arrêter un camion allemand. Les militaires menacent d'abord les habitants (dont la femme de Louis Sana) mais s'enfuient à l'arrivée des résistants.
À 11h00, les Allemands avancent rue Cassini. Une fusillade se poursuit pendant deux heures.

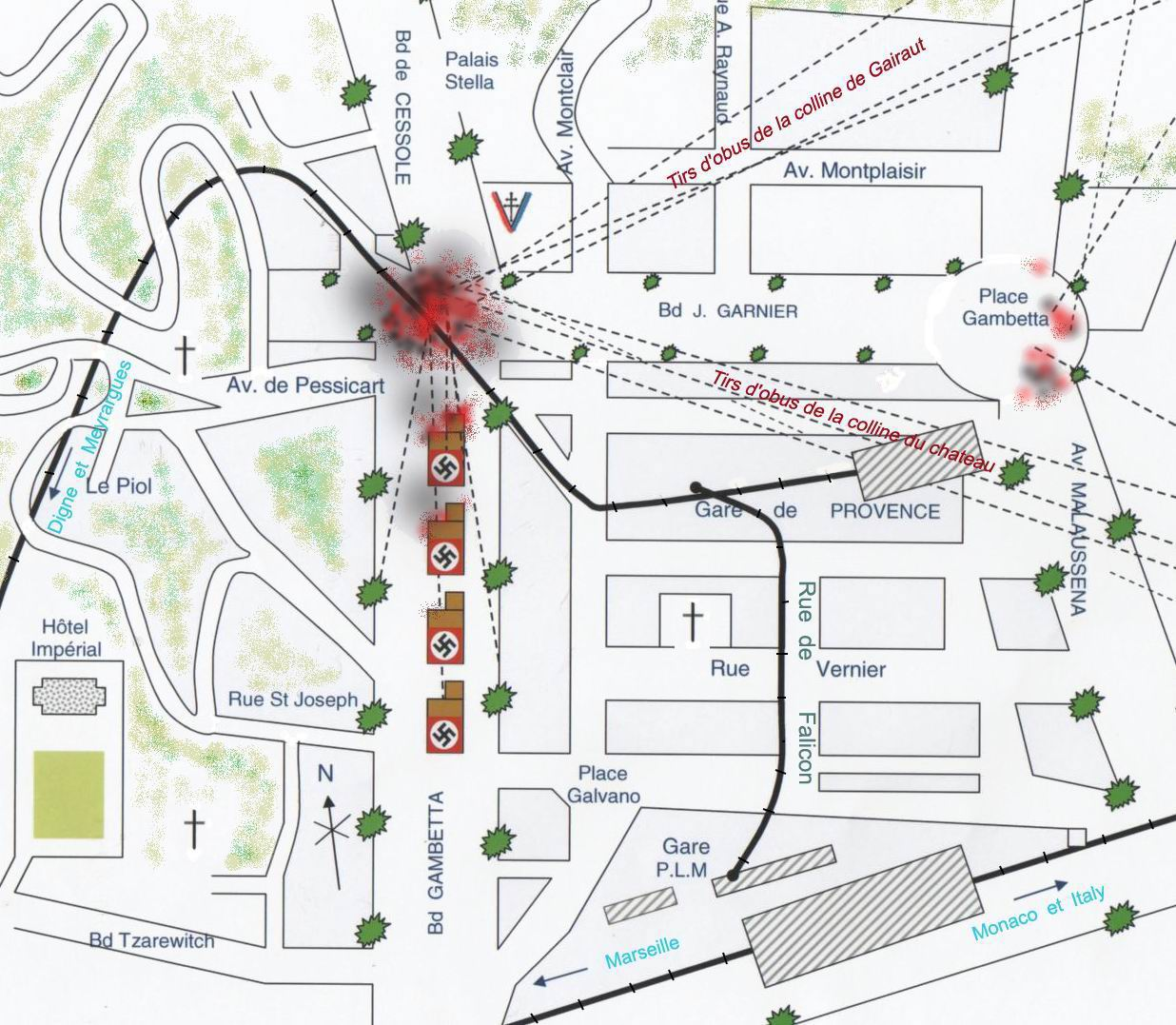
Aperçu des hostilités près de la gare des chemins de fer de Provence, le 28 août 1944, à la Libération de Nice.

À Nice-Nord, une troupe allemande remonte le boulevard Gambetta d'arbre en arbre pour reprendre le contrôle du passage à niveau à 8h30. La fusillade dure jusqu'à 10h30. Les Allemands ne réussissent pas à passer. Plusieurs d'entre eux sont tués et blessés. Plusieurs résistants sont grièvement blessés. Les F.T.P.F. Auguste Gouirand et Lucien Chervin, tous deux retranchés derrière le kiosque à journaux, sont chacun grièvement blessés d'une balle reçue dans la tête. Ils sont évacués dans la clinique de la rue Mantéga. Lucien Chervin meurt dans la journée et Auguste Gouirand le 1er septembre 1944. Alphonse Cornil est abattu par une rafale de balles tirée par les Allemands alors qu'il se trouve en position avancée au niveau du 130 boulevard Gambetta
La fusillade éclate également devant le garage Renault dans le boulevard Gambetta. Les Allemands attaquent à la grenade mais doivent se retirer. Vers 9h00, un groupe d'Allemands met en batterie un mortier devant le garage en direction du passage à niveau. Le mortier est soutenu par le tir du blockhaus du carrefour Thiers. Quatre coups sont tirés mais les Allemands doivent se retirer par la rue Oscar II sous le feu des mitrailleuses des résistants retranchés dans le garage Renault. Les résistants récupèrent le mortier.
Vers 9h00, la Feldkommandantur appelle la préfecture pour qu'elle fasse cesser les attaques sur les soldats allemands et pour savoir s'il est vrai qu'elle est sous le contrôle des résistants. Le préfet vichyste Ravard leur raconte que l'attaque des F.F.I. sur la préfecture a été repoussée par la police et la gendarmerie française, sous la menace du groupe René. Il propose aux Allemands de ne pas tirer jusqu'à midi le temps qu'il tente de ramener le calme. En fait, cela permet de donner du temps aux F.F.I. pour contrôler la ville.
À 10h00, le général Nickelmann, commandant les forces allemandes stationnées à Nice, téléphone à la préfecture occupée par les F.F.I.. Trois membres du Front national de lutte pour la libération et l'indépendance de la France sont présents : Cendo, Sattegna et Gatet. Cendo prend la communication. Nickelmann fait savoir que si l’insurrection ne cesse pas immédiatement, il fera bombarder la ville, qu'il la mettra à feu et à sang et que tous les combattants pris seront traités en franc-tireurs et fusillés sur place. Cendo transmet au Comité insurrectionnel qui a quitté le 20 boulevard de Cessole pour s'installer au 1 rue Pertinax. La réponse est finalement négative. Le Comité insurrectionnel lance un ordre du jour appelant à intensifier le combat contre les Allemands, à développer une insurrection populaire et à commencer une "épuration énergique de tous les salopards connus". La préfecture est menacée par les attaques d'automitrailleuses allemandes provenant du cours Saleya. Une barricade a été réalisée avec des véhicules rue de la Préfecture. Les automitrailleuses sont chassées par des grenades,.
Avant 10h00, le lieutenant-colonel Niedlich, commandant le 239e Régiment d'infanterie tombe dans une embuscade tendue par les F.F.I. alors qu'il rejoint son régiment et est tué. Dans sa sacoche, les F.F.I. découvrent un document dans lequel les Allemands prévoient d'évacuer la ville "infestée de terroristes". Le document est traduit dans la nuit.
À 10h00, la plupart des gardiens de la Paix ont rejoint les insurgés. Le chef de groupe surnommé « Loulou » se signale en tuant six Allemands en cinq minutes au PC de Jean Calsamiglia à l'intendance de police rue Maréchal Foch.
Vers 10h00 à Nice-Centre, des combats ont lieu place Masséna. Un lieutenant de Feldgendarmerie est tué. Des dix soldats allemands de garde sur cette place, un est abattu et plusieurs sont blessés sous les tirs de policiers français.
À 11h25, le préfet Ravard demande à la Feldkommandantur que les Allemands n'occupent pas les bâtiments publics. Les autorités préfectorales sont paniquées et ne cessent de demander à René Canta d'évacuer le bâtiment et de faire cesser les combats. Il finit par faire placer Lauvel et Ravard en état d'arrestation provisoire dans leurs bureaux respectif. Un peu plus tard, l'artillerie du Château commence à arroser le bâtiment avec des obus de petit calibre et ce jusqu'au soir. Comprenant en effet que l'insurrection s'étend, le général Nickelmann a mis ses menaces à exécution. De ses retranchements de Gairaut, du Mont-Alban de la caserne Auvare et du col de Villefranche, l'occupant canonne la ville, mitraillant le Vieux-Nice depuis le Château. Cependant, la mutinerie des servants polonais gêne momentanément la défense allemande. Les Polonais refusent en effet de viser des objectifs civils. Vers 11h00, les Allemands commencent à bombarder le quartier du passage à niveau. Le poste du passage à niveau est touché. Le F.T.P.F. Roger Boyer est tué par un éclat d'obus. Le F.T.P.F. Jean Ballestra est grièvement blessé et meurt vers 20h30 à son domicile du 27 avenue Pessicart. Les blessés sont transportés dans une clinique rue Mantega. Le support de mitrailleuse est hors d'usage mais il est réparé dans un atelier à proximité. Sous la pluie d'obus, les groupes du passage à niveau se replient vers les positions du lieutenant Mathis boulevard de Cessole, au niveau de l'avenue Cyrnos. Lorsque la canonnade cesse, les résistants du passage à niveau reprennent leurs positions et empêchent une ouverture vers Levens pour les Allemands. De nombreux hommes et femmes des différents groupes et mouvements résistants combattent ensemble (M.O.I., F.T.P.F., Combat, C.F.L., Milices Patriotiques).
Vers 11 heures, le général Fretter-Pico ordonne aux unités de faire retraite mais de prendre des otages pour traverser la ville ainsi que le désarmement des policiers. Une opération de nettoyage de la ville est cependant envisagée avec les troupes repliées depuis Grasse.
Vers 11h30, deux soldats allemands sont blessés près de la Feldkommandatur par des policiers français. Le major Schultz ordonne de désarmer tous les policiers de la ville. Déjà un soldat de la Feldkommandantur a été tué ainsi que 3 blessés.
Place Gambetta, le groupe Augier (16 hommes) continue le combat. Au cours de l'attaque d'une voiture allemande, Auguste Bogniot est abattu vers 14 heures devant le Crédit Lyonnais. Augier et Perfettini sont blessés avenue Borriglione.
À Nice-Est, les F.F.I. ont transformé le dépôt des TNL en véritable forteresse. Les soldats polonais de garde sont faits prisonniers mais décident de rejoindre les résistants. Des blockhaus sont aménagés avec des sacs de sable. Martini dit « Pensée » donne l'ordre d'attaquer tout camion ou tout Allemand circulant dans le quartier. À 11h45, les Allemands attaquent par la rue Auguste Gal. Les résistants ouvrent le feu. Trois Allemands sont abattus mais d'autres attaquent à la grenade. Les résistants se replient dans un abri qu'ils ont construit à l'entrée du dépôt. Les Allemands battent en retraite. Le responsable des milices patriotiques, le lieutenant Antoine Suarez, est mortellement blessé par une balle reçue en pleine tête.
Dans la journée les rangs des combattants augmentent pour atteindre plusieurs centaines, avec peu d’armes et de munitions. Les F.F.I. espèrent l'arrivée des maquisards de Levens mais ils n'arriveront que le lendemain. Des habitants prennent également les armes et rejoignent les F.F.I.
Les premiers blessés, combattants ou civils, commencent à arriver à l'hôpital Saint-Roch à 10h00. À partir de midi, c'est une arrivée ininterrompue.
Vers 11h30, le général Fretter-Pico autorise la Feldkommandtur à évacuer la ville. Dans le même temps, il installe un chef de bataillon, le capitaine Burkhardt, commandant le Ier Bataillon du 239e Régiment, comme nouveau commandant de la place de Nice. Il a tous les pouvoirs y compris d'établir la loi martiale. Il arrive vers 13 heures avec un bataillon à bord de 5 autobus. Sa mission est de libérer par tous les moyens le passage routier ouest-est. Un commando spécial avec armes lourdes est en route pour le nettoyage de la place Masséna.
Vers midi, Barker Odadjian reçoit l'ordre d'évacuer les locaux de L'Éclaireur et de se replier sur le lycée. À 12h30, il est sur place avec ses hommes qui s'installent sur les tours en direction de l'esplanade du Paillon. Vers 13h30, les Allemands, installés sur les toits et aux fenêtres voisines, balaient par leurs tirs les fenêtres et les galeries. Des automitrailleuses passent dans les rues et mitraillent le lycée. Les résistants sont à court de munitions mais ripostent comme ils le peuvent. Vers 17h00, des tirs de mortier sont dirigés sur eux depuis le Château. Ils font peu de dégâts et cessent vers 19h00.
Vers 13h15, des soldats allemands tirent à la mitrailleuse sur la Préfecture. Une patrouille sous les ordres du lieutenant Pico pousse une batterie Flak dans le quartier de la Préfecture et essuie des tirs. Un soldat allemand est tué et 3 autres blessés. Les Allemands ripostent en tirant sur la Préfecture.
La Feldkommandatur reçoit à 13h50 l'ordre d'instaurer l'état de siège dans la ville. Le pouvoir de commandement est placé entre les mains du capitaine Burkhardt. La population civile doit être chassée des rues et rester enfermée chez elle. Toute personne se trouvant dans la rue sera abattue. Le PC du Ier Bataillon s'installe à la Feldkommandantur. Une compagnie doit occuper la mairie et la Préfecture. Les Allemands veulent toujours reprendre le contrôle de la ville même si la Feldkommandtur reçoit l'autorisation d'évacuer.
À Nice-Nord, le groupe F.F.I. dirigé par Augier monte vers 14h00 dans l'immeuble situé 2 avenue Borriglione. Une mitrailleuse servie par Dozol est installée. Vers 16h30, Dozol est blessé par des tirs venant de la villa Thiole. La mitrailleuse est montée sur le toit, d'où Pionchon atteint cinq Allemands, avant d'être lui-même blessé à la jambe et conduit à l'hôpital.
Vers 15 heures, un accrochage a lieu à Sainte-Marguerite entre les F.T.P. - M.O.I. et une patrouille allemande venant de Saint-Isidore. Le résistante Venance Cantergiani est tué.
Vers 16h00, une voiture allemande descend le boulevard de Cessole. Les F.F.I. dirigés par le lieutenant Mathis la laissent passer et l'attaquent par l'arrière à la mitraillette et à la grenade. En avant, elle est prise sous le feu des hommes du capitaine Paul. La voiture va buter contre un arbre avec ses quatre occupants morts ou blessés. Un agent de liaison prévient le poste du passage à niveau de la situation. Plusieurs camions allemands essaient de forcer leur barricade sans succès.
En haut de Pessicart, les Cauvin ont hissé le drapeau tricolore le matin à la villa "La Paix". en entendant les coups de feu. L'après-midi, Henri Cauvin et Jacques Galand décident de descendre en ville avec leurs pistolets. Près du Righi, ils aperçoivent des Allemands au carrefour et se replient. Plus haut, une patrouille allemande leur barre la route. Ils cherchent refuge dans une maison en contrebas. Les occupants les font entrer et les pistolets sont cachés sous le lit. Les Allemands les ont vus et arrivent ; un officier ouvre la porte, mitraillette pointée, menaçant. Les deux résistants sont conduits sur la route, nez au mur. Les pistolets sont découverts. Les Allemands  disent "Terroristen" et Henri Cauvin dit à son camarade : "Nous sommes perdus". Une jeune fille qui se trouve là s'en va prévenir les FFI du lieutenant Mathis. Les jeunes soldats allemands emmènent leurs prisonniers. Ils avancent lentement en file de chaque côté de la route avec les prisonniers au milieu. Ils tirent dans les fenêtres des maisons. Ils avancent vers l'avenue Cyrnos. L'officier fait alors prendre une descente en raccourci vers le boulevard de Cessole. Au milieu du passage, des coups de feu sont tirés par les FFI par le haut et le bas du chemin. L'officier allemand est tué. Les autres soldats allemands sont également tués. Un fusil-mitrailleur est récupéré et placé au milieu du boulevard de Cessole, entre la villa les "Pipistrelles" et la propriété du comte de Cessole, derrière une redoute puissamment organisée.
À Nice-Lingostière, dans la plaine du Var, une unité allemande composée de Polonais stationne à la Maison rouge, vallon de Saint-Laurent. Les soldats ont tué leur commandant dans la journée. Les ouvriers de l'usine de Lingostière signalent la situation aux FFI. Les Polonais décident de se rendre aux F.F.I.. Une vingtaine sont conduits à l'usine. Ils montrent aux F.F.I. comment se servir de leurs armes et signalent que les pontets de dégagement des eaux, sous la route 202, sont minés. Le lendemain, ils déminent les pontets et le lit du Var.
Vers 16h00, le groupe des Milices Patriotiques de la compagnie des eaux, rue Gioffredo, capture un colonel allemand porteur de documents remis à Jean Calsamiglia et envoyés à l'état-major FTP. Des agents américains en civil qui se trouvent au PC de Jean Calsamiglia, prennent également connaissance de ces documents. Traduits dans la soirée, ces documents révèlent que le Haut Commandement allemand donne l'ordre aux troupes en action autour de Nice de se replier vers l'Italie à partir de 18h00. Le repli doit se faire en contournant Nice, "infestée de terroristes". Il y a également les plans de repli des troupes ennemies. Ces documents sont envoyés par le F.T.P.F. commandant Moreno au PC américain de Grasse.
Vers 17h00, la Feldkommandantur apprend qu'elle doit se joindre au mouvement de retraite des troupes qui abandonnent la ligne de front de la rive est du Var. Le mouvement de retraite est prévu entre 20 et 21h00.
Vers 17h00, le dépôt Saint-Roch est sous le tir des pièces allemandes situées l'une à la caserne Auvare, l'autre boulevard de l'Armée des Alpes. L'observatoire aménagé par les résistants, le bâtiment des mécaniciens et l'entrée sont touchés. Des unités d'infanterie attaquent vers 18h00 depuis les pentes du Mont-Alban. Vers 19h00, un groupe d'une trentaine d'Allemands lance une attaque qui est repoussée. Les Allemands cherchent encore à assurer leur repli vers L'Escarène et Sospel.
Quartier Riquier, les Allemands mitraillent les rues. Ils fuient à pieds et en voiture par la rue Barla du Centre-ville vers la Moyenne Corniche. Ils sont sous le feu des résistants depuis les toits et les fenêtres. Un balle frôle les F.T.P.F. César Martini et son frère sous les ordres de Laurent Giaume. Leur camarade Raymond Albin est atteint d'une balle dans le ventre. Il est transporté dans l'abri sous la place Arson et meurt peu après vers 14 heures.
Un dépôt clandestin de vivres est organisé rue Fodéré prolongée près du port. Il est gardé par Édouard Bertand, Carrara et Marie Bocchiardo (son frère a été fusillé à l'Ariane le 15 août 1944). Les combattants des différents quartiers viennent chercher des vivres et donnent en échange un papier convenu. Tout l'après-midi, les gardes du dépôt voient passer des soldats allemands à pieds et en camion boulevard Impératrice de Russie (actuel boulevard Lech Walesa). Ils suivent l'itinéraire jalonné par les blockhaus depuis la place de Riquier, la place Saluzzo (actuelle place Max Barel) et la route de Villefranche.

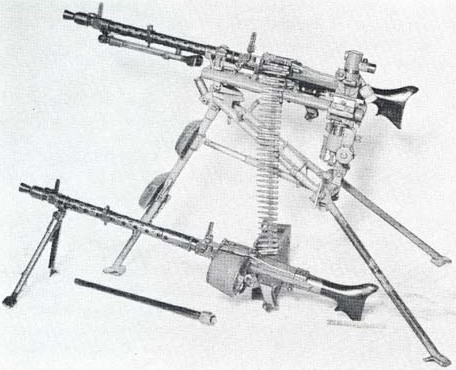
Mitrailleuse MG34 prise à l'ennemi.

L’après-midi vers 18h00, après d’âpres combats, les blockhaus du boulevard Gambetta, de l’avenue de la Victoire et de la place Saluzzo sont pris d’assaut, mais la lutte se poursuit autour de certaines positions. Les Allemands comprennent en fin de journée qu’ils ne pourront faire face au soulèvement, et la Kriegsmarine évacue en hâte le Château, tandis que le général Nickelman informe son état-major général qu’il évacue la ville, selon lui « infestée de quatre mille terroristes »[réf. nécessaire].
Le blockhaus de Riquier est évacué dans la soirée. Martini dit "Pensée", l'occupe avec deux hommes. À peine entrés, un camion allemand passe avec une vingtaine de soldats et s'arrête devant l'entrée. Martini ouvre le feu avec son pistolet et vide le chargeur. Le camion démarre et part.
Dans la soirée, dans le Vieux-Nice, place Garibaldi, un groupe de F.F.I. est attaqué par deux nids de mitrailleuses. Pendant le combat, alors que les F.F.I. sont sous les arcades, un convoi de six camions allemands passe sur la place. Les occupants ont ouvert le feu sur les F.F.I. qui répondent. Georges Damiot, gardien de la paix, tue trois Allemands. Paul Vallaghé, champion de tir, tue plusieurs Allemands avant d’être lui-même mortellement blessé. Vincent Joseph Boscarolo est lui aussi mortellement touché. Les servants allemands des mitrailleuses finissent par prendre la fuite. Les mitrailleuses du Château continuent à tirer.
À 18h30, le résistant Fortuné Barralis dit René du groupe Lorraine est mortellement touché au passage à niveau par les tirs allemands en revenant d'une mission en service commandé rue Gutenberg (recherche de munitions et ramassage de blessés).
Vers 19h00 les artificiers allemands font sauter le port de Nice, deux môles, le phare, les grues, et coulent plusieurs navires à quai. C'est la Kriegsmarine qui évacue le port et le château qu'elle avait commencé à fortifier.
Toutes les unités reçoivent vers 19h00 l'ordre de rejoindre la Feldkommandantur avec leurs bagages. Une colonne de 7 camions et 14 voitures est formée. Sur chaque camion est montée une mitrailleuse. La colonne part à 19h50 et subit des tirs en provenance de l'intendance de police située avenue maréchal Foch. Les Allemands ripostent de toutes leurs armes et tirent sur toutes les fenêtres des maisons qui bordent la rue de la caserne. La colonne mitraille systématiquement les façades des habitations et grâce à sa supériorité de puissance de feu, elle parvient à quitter la ville sans pertes. La colonne arrive à Menton à 20h40,.
Toutes les forces Allemandes se replient, mitraillant la ville au passage Les dernières unités allemandes stationnées sur les collines de Gairaut, Cimiez et Fabron ou en retraite depuis Levens quittent leurs positions vers 23h00. Elles descendent en convoi en mitraillant tous les immeubles de l'avenue de la Victoire avant de gagner Villefranche par la Basse Corniche,.
À Nice, les résistants s'organisent pour la nuit car ils craignent des attaques nocturnes. Les F.F.I. doivent monter sur les toits, ne tirer qu'à coup sûr à cause de la pénurie de munitions, renforcer les barricades, des sentinelles sont placées dans les rues.
Dans la nuit tombante, boulevard de Cessole, des soldats polonais viennent se rendre aux F.F.I.
Vers 21h00, la flotte alliée canonne les blockhaus du front de mer, déjà abandonnés par leurs occupants,.
Un drame se joue dans les jardins de la villa la Lanterne à Fabron où les Allemands exécutent un par un 4 résistants arrêtés pendant la journée porteurs de brassards tricolores des F.F.I.. 2 survivent en faisant le mort (Albert Piccardo et Michel Frenkel), 2 autres sont achevés en étant égorgés à coups de couteau (Lucien Corbé et Joseph Aréna).
Le chiffre de 25 soldats allemands tués correspond au nombre de corps relevés par les F.F.I.. On ignore combien de morts se trouvaient dans les camions qui évacuent Nice,.
Quatre fascistes italiens, membres du bataillon Nizza, 215e bataillon des "chemises noires", sont également tués,.
Vers minuit, les insurgés niçois, handicapés par la pénurie de munitions, réalisent qu'ils sont maîtres de la ville. Ils demeurent cependant en alerte craignant une contre-attaque allemande. Le lendemain matin, les FFI défilent victorieux dans les rues de Nice. Tout le monde attend maintenant l'arrivée des Américains.
À Menton, les Allemands et les fascistes italiens du bataillon Nizza se vengent sur la population de la réussite de l'insurrection niçoise. Le 29 août, le maréchal des logis chef Deparday est abattu par les fascistes du bataillon Nizza dans la cour de la gendarmerie alors qu'il est en pantoufles. Une plaque rappelle cette exécution à Menton au 21 rue de Sospel. Le même jour, cinq civils sont accusés à tort d'avoir ouvert le feu contre des soldats allemands. Ils sont abattus au pied de leur résidence : Pierre Bonardi, Robert Marze, Jean et Antoinette Rambert, François Taglioni. Une plaque commémorative rappelle ces exécutions impasse Mayen à Menton.

### 29 et 30 août: l'arrivée des Américains
Le 27 août, vers 18h00, les premiers chars américains ont libéré Saint-Laurent-du-Var. Il s'agit des chars de la colonne partie de la tête du pont et qui emprunte la route littorale. L'autre colonne atteint Grasse le 24 août puis Vence et gagne Gattières. Elle remonte la rive droite du Var et atteint Gilette dans la nuit du 25 au 26 août 1944. Elle rejoint là les FFI qui tentent de capturer Levens. Les Américains utilisent leur artillerie le 26 août contre les positions allemandes. Le 27 août, ils franchissent le Var et libèrent le verrou stratégique de Levens. Cependant, les Alliés s'attendent à une forte résistance allemande autour de Nice. Ils n'ont pas prévu de déclencher une attaque le 28 août. La flotte alliée bombarde les casemates allemandes installées sur la Promenade des Anglais à 23h00. Mais les casemates sont vides. Les Allemands ont déjà évacué ce secteur.
Au matin du 29 août, les FFI ne voient toujours pas arriver les Américains et craignent une contre-attaque allemande. Il faut donc les prévenir que Nice est libérée. Rottenberg, alias commandant Ro, un des chefs des CFL, donne l'ordre à Joseph Arnaldi de se rendre au Pont du Var détruit par les bombardements alliés pour entrer en contact avec les Alliés à Saint-Laurent-du-Var. le résistant traverse le Var à gué au lieu-dit la Digue des Français. Joseph Arnaldi apprend aux Américains incrédules que les Allemands ont évacué la ville. Les émissaires proposent qu'un ou deux soldats américains viennent se rendre compte sur place. La proposition est acceptée. Guidés par Joseph Arnaldi, les soldats américains arrivent au Bar-Épicerie-Restaurant chez Trombetta où la population les fête. L'alcool coule à flots ! Puis Joseph Arnaldi amène les soldats au centre de la ville pour qu'ils se rendent compte que les Allemands sont effectivement partis. Il les reconduit ensuite. L'un d'eux fait son rapport à ses supérieurs : "Yes, libre, Nice... Good !" puis il s'effondre tellement il est alcoolisé. Dans l'après-midi, un petit détachement de soldats américains guidé par Joseph Arnaldi s'installe en ville. Il confirme par radio qu'il n'y a plus d'Allemands à Nice. Cependant le général Frederick a reçu des ordres du général Patch le soir du 28 août : interdiction de franchir le Var et attente de la relève des troupes françaises de l'armée régulière. Sur l'insistance du général Frederick qui craint des troubles, un bain de sang en cas de retour des Allemands et une mainmise communiste dans la ville, le général Patch autorise le franchissement du Var.
Le 30 août, un convoi motorisé américain du 509e Régiment arrive par l'avenue de la Californie et la rue de France. il ne fait que passer pour éviter la dispersion des soldats dans les festivités de la libération. Les soldats continuent leur route en direction de Menton. Une foule en liesse les acclame sur leur parcours. D'ultimes coups de feu de "tireurs des toits" sont  tirés sur les tout premiers parachutistes américains arrivant à pied, au carrefour du boulevard Gambetta et de la rue de France (le 29 ou le 30 août).

## La visite du général De Gaulle le 9 avril 1945
Le 9 avril 1945, le chef du Gouvernement provisoire de la République française accomplit une visite officielle dans le chef-lieu des Alpes-Maritimes à l’issue d’une tournée d’inspection militaire qui l’a conduit sur le Rhin et dans les Alpes (Grenoble, Saint-Pierre-d'Albigny, Beaulieu). Cette visite est assez tardive si l'on compare les visites qu'il a effectuées à  Marseille et Toulon dès le 15 septembre 1944.
Cette visite a lieu la veille de l'offensive des troupes françaises sur les dernière positions allemandes tenues dans le nord du département par 600 hommes dans le massif de l'Authion.
De Gaulle se recueille au Monument aux morts de Rauba-Capeù avant de se rendre place Masséna où 60 000 à 100 000 personnes assistent à un premier discours du général tenu depuis le balcon du Casino municipal. De nombreux niçois se sont installés sur les toits et aux fenêtres. De Gaulle commence son discours par ces mots : "Nice libérée, Nice fière, Nice glorieuse, vient d’exprimer magnifiquement les sentiments de la population tout entière et ces sentiments-là, je vous le dis, ce sont ceux de toute la France. D’abord, ce que vous exprimez, c’est la fierté de la libération, tout ce qui a été souffert ici, tout ce qui a été souffert matériellement avec tant de privations et qui continue de l’être, mais surtout tout ce qui a été souffert moralement dans ces quatre années atroces où dans le fond de l’abîme, Nice comme la Patrie entière se demandait si jamais allait reparaître le soleil de la liberté.
Nice n’a jamais renoncé à elle-même, ni renoncé à la France. Ah ! qu’ils étaient naïfs en même temps qu’insolents ceux qui avaient prétendu qu’on pourrait l’arracher à la France (...)".
Après le discours, tous chantent La Marseillaise sur la place Masséna. De Gaulle se rend ensuite à la préfecture où il fait un nouveau discours puis se rend au balcon pour faire le V de la victoire. De Gaulle se rend ensuite à l'hôtel de ville pour un troisième discours.

## Polémiques sur l'insurrection et la libération de Nice
En 2006, une controverse a été provoquée par la sortie du livre de Joseph Girard intitulé La Résistance et la libération de Nice, la fin d'une légende. La thèse défendue par ce dernier est que la réussite de l'insurrection niçoise n'est pas due à une victoire du peuple en arme. S'appuyant sur un rapport rédigé en captivité après la guerre par le général de la 148e Division d'infanterie, Otto Fretter Pico, Joseph Girard démontre que le 28 août 1944, début de l'insurrection, les Allemands étaient déjà en train d'évacuer la ville et ne voulaient pas s'y maintenir. L'auteur veut ainsi faire apparaître que cette insurrection n'avait pas de justification militaire. Elle servait uniquement au PCF pour imposer son pouvoir sur la ville à la Libération.
Jean-Louis Panicacci a vigoureusement répondu au livre de Joseph Girard. Il a tout d'abord relevé un grand nombre d'erreurs factuelles dans l'ouvrage de Joseph Girard. Il souligne que le rapport du général Otto Fretter Pico n'est pas une archive inédite et que le général n'est pas sûr des dates qu'il annonce.
D'autre part, Jean-Louis Panicacci produit lui aussi des documents allemands : les comptes rendus de la Feldkommandantur 994 de Nice du mois d'août 1944. La Feldkommandantur doit réaliser la liaison entre les autorités allemandes (commandement de la XIXe armée du général Wiese, Oberfeldkommandantur 894 P.C. à Avignon, commandement de la 148e Ersatz Division du général Otto Fretter Pico P.C. à Grasse) et les autorités françaises des Alpes-Maritimes (Préfecture, Intendance de police, gendarmerie). Elle est dirigée par le général de brigade Nickelmann et siège à l'hôtel Atlantic, boulevard Victor Hugo à Nice. Elle partage ses locaux avec la Feldgendarmerie. Elle possède des antennes locales à Grasse, Cannes et Menton. Ces documents retrouvés en 1993 montrent que les Allemands voulaient retarder l'avance des Alliés par des combats d'arrière-garde à Nice. Les Allemands refusent ainsi le 18 août la demande du préfet de déclarer Nice ville ouverte car le front à leurs yeux est solide sur la rive est du Var. Le 19 août, une conférence a lieu à la Feldkommandantur pour discuter de la répression contre les terroristes et les mesures à prendre en cas d'insurrection. De plus, l'insurrection niçoise n'est pas une surprise pour les Allemands : elle est évoquée à la Feldkommandantur dès le 23 août. Les autorités allemandes n'ont pas l'intention de se retirer sans combattre et elles envisagent de bombarder la ville en cas de soulèvement. Le 25 août, les Allemands prévoient de résister à l'insurrection : les deux tiers des Feldgendarmes reçoivent l'ordre de rester à Nice. Le 27 août, la Feldkommandantur prévoit son transfert à Menton pour le 28 ou le 29 août. Le général Fretter Pico réclame de la Feldkommandantur qu'elle maintienne le calme dans la population pendant le retrait de ses troupes. Si l'évacuation des unités allemandes a commencé le 26 août, l'insurrection niçoise a obligé les unités allemandes encore présentes à décrocher de Nice plus tôt que prévu.
Concernant le rôle du PCF, Jean-Louis Panicacci rappelle que la réunion du Comité insurrectionnel du 27 août 1944 a réuni d'autres organisations que le PCF et les groupes qui lui sont liés. Enfin, l'insurrection niçoise a permis de limiter les destructions opérées par les Allemands en retraite (infrastructures de transports, usines...) et a poussé les Américains à franchir le Var.
D'autres historiens comme Alain Otho ont de plus replacé l'insurrection niçoise dans son contexte militaire et géographique départemental. Ce dernier souligne notamment l'importance stratégique des libérations, le 27 août 1944, de Levens (un axe de repli pour les Allemands est ainsi coupé) et de Saint-Laurent-du-Var (la route est désormais ouverte pour les troupes régulières alliées). Ces critiques ont fragilisé la démonstration de Joseph Girard.
Les Allemands organisent donc une retraite ordonnée et n'ont donc pas prévu d'évacuer Nice le 28 août 1944. Ils comptent mener des combats retardateurs pour faciliter leur retraite vers l'Italie du nord. Le bilan de ces débats permet de dégager plusieurs facteurs expliquant la libération de Nice. Il faut cependant préciser qu'en fait, l'addition de ces différents facteurs relève davantage du hasard que d'un véritable plan militaire concerté comme le soulève en 1987 Jacques Lécuyer, alias Sapin, dans son ouvrage Méfiez-vous du toréador:
- La perte du contrôle du nord du département du fait de l'intense activité des maquis enregistrée depuis juillet : La garnison allemande de Saint-Martin-Vésubie s'est ainsi rendue aux maquisards le 16 août 1944. Les résistants du groupe Morgan ne parviennent cependant pas à capturer le col de Turini fin août.
- La prise définitive de Levens le 27 août par les Américains et les FFI : La voie de retraite par le nord du département vers le Piémont (ancienne route royale sarde) est coupée. Les Allemands ont lutté avec vigueur pour conserver Levens. La commune est ainsi libérée une première fois le 17 août par des forces FTPF dont la 8e compagnie. Dès le 23 août, les Allemands lancent plusieurs contre-offensives et reprennent la position le 24. Le lendemain, des effectifs importants sont engagés par les FFI pour reprendre le plateau : les compagnies Morgan, Pyra, Pierre, César, les 8e et 27e FTPF, le groupe François. Leur armement insuffisant et leur manque d’expérience militaire les font échouer. Des forces américaines, arrivées sur la rive droite du Var dans la nuit du 25 au 26, franchissent le fleuve et prennent Levens et la Roquette le 27 au soir après avoir copieusement pilonné le secteur. À tout moment, les occupants de Nice risquent donc de voir surgir sur leurs arrières une colonne ennemie. Le quartier de l’Ariane à l’est de Nice, les villages de Contes et de l’Escarène, les collines niçoises par Aspremont sont en effet à portée de Levens[62].
- La prise de Saint-Laurent-du-Var qui a lieu le  27 août 1944 en fin d'après-midi : le général Frederick reçoit cependant l'ordre de ne pas franchir le Var le soir du 28 août. Prévenu seulement le 29 août de la situation à Nice, il envoie des soldats en reconnaissance pour vérifier que la ville est sécurisée. Il convainc le général Patch de l'autoriser à franchir le Var. La première colonne américaine traverse Nice le 30 août.
- L'insécurité qui règne à Nice pour les troupes allemandes à la suite de l'insurrection lancée le 28 août 1944. Si cette insurrection n'est pas une surprise, les Allemands ne parviennent ni à une estimation claire de la situation (la Feldkommandantur n'est mise au courant de l'insurrection qu'à 8h15) et du nombre d'insurgés ni à reprendre le contrôle des secteurs occupées par les FFI (comme au passage à niveau).

Face à cette situation, le commandement allemand décide finalement d'évacuer la ville de Nice en fin de journée.

## Liste des résistants tués dans l'insurrection ou décédés des suites de leurs blessures
Une petite étoile indique les résistants pour lesquels il existe une plaque commémorative, un monument commémoratif ou une stèle.

### Les 30 résistants tués dans le cadre des combats
- Raymond Albin* né le  21 février 1921 à Pignans : Sous-lieutenant F.F.I., F.T.P.F, 36e Cie de Provence, secteur Nice-Est, groupe Laurel. Chauffeur-mécanicien domicilié 4 rue de Villars à Nice. Membre de la Résistance depuis juillet 1943 (pseudo Fernand). Le 28 août 1944, il participe aux combats pour la Libération de Nice. Il organise son détachement dans le secteur ouest de la place Arson. Il est mortellement blessé au ventre à 14 heures par un membre du P.P.F. à côté de son chef Antoine Anelli (commandant Guignant) qui le porte au P.C. du quartier de Riquier, école Barla. Les pompiers le transportent à l'hôpital Saint-Roch mais il est déjà décédé. Il est reconnu Mort pour la France, cote AC-21P-4504[63]. Son nom est inscrit sur le Monument Aux Morts de Riquier à Nice, une plaque commémorative qui rappelle son décès à l'angle des rues Scaliero et Auguste Gal, sur la grille du parc place Arson, sur le cénotaphe commémorant la libération de Nice situé à l'angle du boulevard Joseph Garnier et du carrefour du 28-Août à Nice[64],[30],[65].
- Eugène Alentchenko* né le 15 décembre 1923 à Nice : Caporal F.F.I., membre du mouvement Combat puis des Corps Francs de Libération (C.F.L.), groupe Joffre (Albert Geoffroy) de la Compagnie des Eaux de Nice et des F.T.P.F., 36e Cie de Provence, secteur de Nice. Chauffeur employé à la compagnie des eaux domicilié 19, rue de El Nouzah à Nice. Entré en résistance en juillet 1943 (distribution de tracts, transport d'armes, renseignements...) dans le mouvement Combat puis au sein des Corps Francs de la Libération (C.F.L.). Il participe aux combats pour la libération de Nice (28 août 1944. Il est présent le matin au passage à niveau (carrefour du 28 août) et est envoyé en mission auprès du groupe Mignon (G.F.R. - C.F.L.). Il prend position avec Julien Guidi sur le toit de l'immeuble du 2 rue Defly pour réduire au silence le fusil-mitrailleur allemand placé en batterie à l'angle du pont Garibaldi et du quai Saint Jean-Baptiste. Il est repéré alors qu'il tire sur les Allemands et mortellement touché à la tête vers seize heures. Il est reconnu Mort pour la France, cote AC-21P-4610[66]. Son nom est inscrit sur le Monument Aux Morts du quartier Riquier à Nice et une plaque commémorative qui rappelle son décès au 2, rue Defly à Nice. Il est inhumé au cimetière communal de Caucade à Nice, carré 68, carré des victimes civiles, rang 4 tombe 72[6],[67],[68].
- Joseph Aréna et Lucien Corbé sont arrêtés le  28 août 1944 par les Allemands après avoir franchi le fleuve Var pour rejoindre l'insurrection. Ils sont porteurs de brassards tricolores. Ils sont emmenés à la gare Saint-Augustin pour interrogatoire et regroupés avec 2 autres F.F.I. arrêtés (Albert Piccardo et Michel Frenkel). Ils sont tous les 4 emmenés à la villa la Lanterne à Fabron à Nice. Vers 21h50, ils sont exécutés chacun leur tour d'une balle de revolver par un officier allemand. Albert Piccardo et Michel Frenkel font le mort et réussissent à s'enfuir ensuite. Lucien Corbé et Joseph Aréna sont achevés en ayant la gorge tranchée au couteau. Leurs corps sont retrouvés par les F.F.I. le 29 août sur les indications d'Albert Piccardo[54].

Joseph Aréna est né le  2 août 1899 à Monaco : F.F.I.. Domicilié 75 boulevard d'Italie à Cannes. Il est reconnu Mort pour la France, cote AC-21P-8894,.
Lucien Corbé est né le 4 octobre 1886 à Pontchâteau : F.F.I.. Domicilié 3, rue commandant André à Cannes. Son nom est inscrit sur le Monument Aux Morts de Cannes (Alpes-Maritimes). Il est inhumé au cimetière communal de Caucade à Nice, carré 68, carré des victimes civiles, rang 4, tombe 95.
- Auguste Arnaudo* né le 18 mai 1923 à Saluces en Italie : F.F.I. Le  1er mai 1943, il rejoint les Corps Francs de la Libération (C.F.L.) et le groupe Léon (commandant Pascal FARAUT). Agent de liaison. Apprenti chauffage central domicilié 4 rue du marché à Nice. Mortellement blessé dans les combats de la libération de Nice le 28 août 1944. Touché à la tête par un éclat d'obus de mortier tiré depuis la position du château tenue par les Allemands. Transporté au poste de secours de la place du palais par le commandant Léon. Il est soigné par Pierre Péraldi, médecin du Comité médical de la Résistance, lieutenant du groupe Lenoir. Il est transporté le soir même à l'hôpital Saint-Roch où il meurt le 1er septembre à 10 heures. Reconnu Mort pour la France. Son nom est inscrit sur une plaque commémorative place du palais de justice inaugurée le 28 août 2012[70],[71].
- Arisdakesse Arzoumanian né le 18 mai 1907 à Constantinople : F.F.I.. Il combat dans l'armée française à partir de janvier 1940 au 203e R.I.A. comme adjudant des transmissions. Démobilisé le 27 juillet 1940. Naturalisé en 1943. Menuisier domicilié 47 avenue Georges-Clemenceau à Nice. Membre de la Résistance sous les ordres du capitaine Paul (Paul Cavénago) dès sa libération militaire. C.F.L. à partir de juillet 1943, groupe Lorraine, secteur Nice-Nord. Le 28 août 1944, il participe aux combats pour la Libération de Nice. Il commande une section de 10 hommes dans le secteur de la place Gambetta (actuelle place du général De Gaulle). Il doit interdire aux allemands l'accès de l'avenue Malausséna. Il est mortellement blessé près de la place Gambetta après une résistance de 4 heures. Décédé à 16h30 à l'hôpital saint-Roch. Il est reconnu Mort pour la France. Son nom est inscrit sous l'orthographe Aristakes Arsomanian sur le cénotaphe commémorant la libération de Nice situé à l'angle du boulevard Joseph-Garnier et du carrefour du 28-Août[72],[67],[73].
- Jean Badino* né le 8 avril 1896 à Vicoforte) en Italie) : F.F.I., membre des C.F.L., groupe Vérola (Émile Vérola alias Véran). Garçon limonadier naturalisé en 1933 et domicilié 1 bis place du palais de justice à Nice. Il rejoint les Corps Francs de la Libération (C.F.L.) en 194. Il participe aux combats pour la libération de Nice le 28 août 1944. Tué à 17 heures par éclat d'obus de mortier allemand tiré du château devant son domicile place du palais de justice à Nice au moment où il quitte son chef de groupe Vérola. Il est reconnu Mort pour la France, cote AC-21P-11846[74]. Son nom est inscrit sur une plaque commémorative place du palais de justice à Nice inaugurée le 28 août 2012[75],[76].
- Jean Ballestra* né le 20 juin 1924 à Nice : F.F.I., membre des F.T.P.F., groupe Lenoir (André Verdy) sous les ordres du lieutenant René Bensaïd. Employé de la S.N.C.F. domicilié 27 avenue de Pessicart à Nice. Le 28 août 1944, il participe aux combats pour la Libération de Nice dès 6 heures au passage à niveau du boulevard Gambetta. Grièvement blessé à la tête vers 20h30 près d'un abri par des éclats d'obus au carrefour de l'avenue de pessicart et de l'avenue Buenos Ayres près de l'école Nazareth, il est transporté au poste de secours de l'école Nazareth mais il est déjà décédé. Son corps est transporté à la clinique Sainte-Marguerite rue Mantéga. Le lendemain, le groupe Bensaïd lui rend hommage en devenant le groupe Ballestra. Il est reconnu Mort pour la France, cote AC-21P-12816[77]. Son nom est inscrit sur le monument commémoratif des résistants du 4e canton de Nice, le monument commémoratif de la Libération de Nice (nom Balestra) et la plaque commémorative au 2 boulevard de Cessole à Nice. Il est inhumé au cimetière communal de Caucade à Nice, carré militaire no 58, tombe individuelle[78],[67],[36],[79].

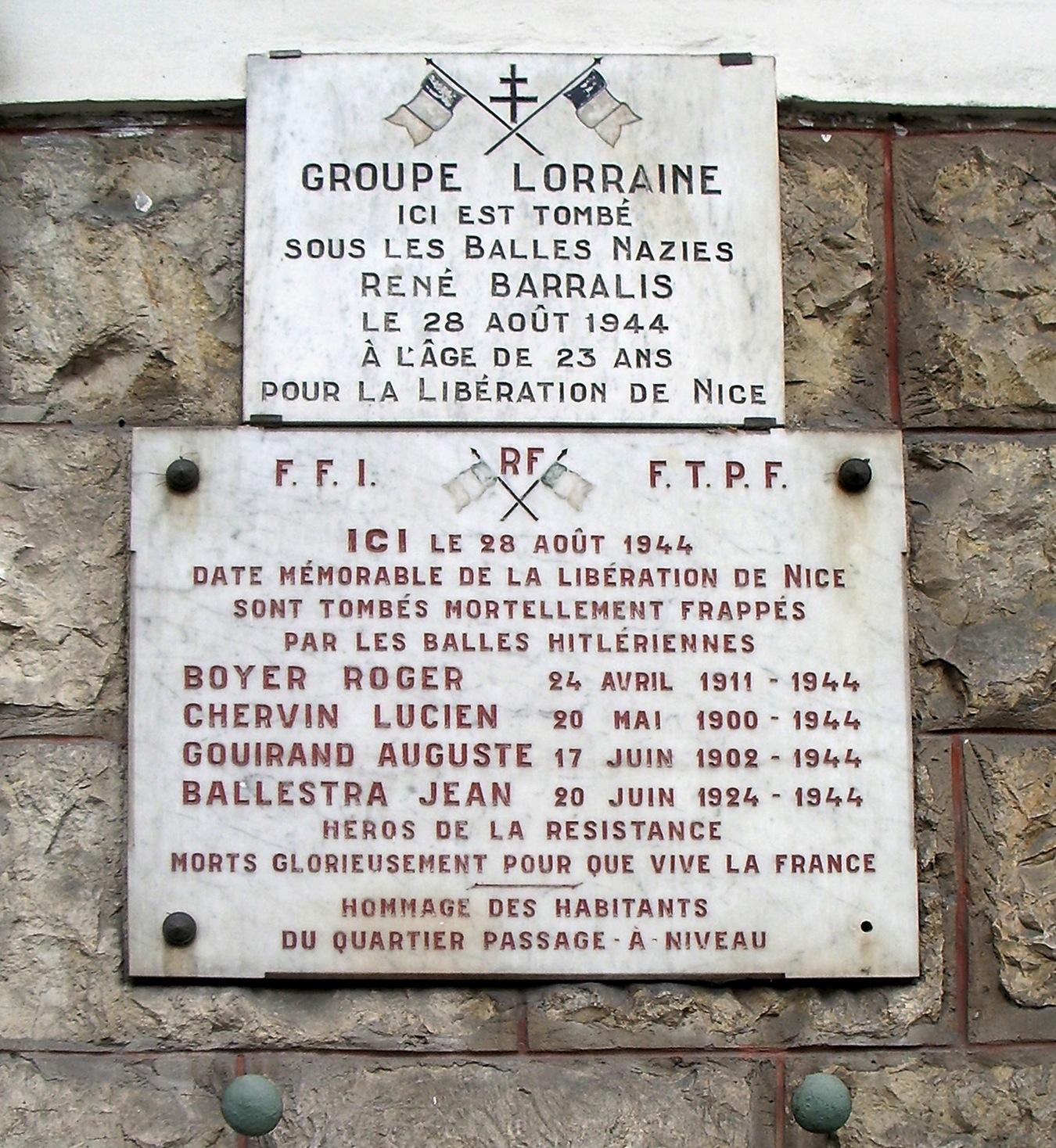
Plaque à la mémoire de René Barralis, Jean Ballestra, Roger Boyer, Lucien Chervin, Auguste Gouirand

- Fortuné Barralis* né le 18 octobre 1921 à Nice : Sous-lieutenant C.F.L. - F.F.I., membre du groupe Lorraine. Pseudo René. Membre de la Croix Rouge Française. Étudiant domicilié 8 rue Palermo à Nice. Membre de la Résistance depuis mai 1943 sous les ordres du capitaine Paul (Paul Cavénago). Venu du mouvement Combat. Le 28 août 1944, il participe aux combats de la Libération de Nice autour du passage à niveau du boulevard Gambetta (actuel carrefour du 28 août) eu sein du groupe Lorraine sous les ordres du lieutenant Cyclamen (Jacques Antoine). Mortellement touché à 20 heures au passage à niveau par les tirs allemands en revenant d'une mission en service commandé rue Gutenberg (recherche de munitions et ramassage de blessés). Il est reconnu Mort pour la France, cote AC-21P-14389[80]. Son nom est inscrit sur le monument commémoratif des résistants du 4e canton de Nice (nom Baralis), le monument commémoratif de la Libération de Nice et la plaque commémorative au 2 boulevard de Cessole à Nice[78],[67],[81].
- Auguste Bogniot* né le 18 août 1910 à Draguignan : F.F.I., membre du mouvement Combat (Résistance), groupe Gérôme puis Augier. Une formation de combattants isolés et de membres du groupe Gérôme attaque une voiture allemande place Gambetta. L'un des 3 occupants est tué par une grenade. Les 2 autres se réfugient dans l'immeuble de la pharmacie. Auguste Bogniot est abattu à 14 heures devant le Crédit Lyonnais (actuel Crédit Agricole) situé place Gambetta (actuelle place De Gaulle) à l'angle de la rue Raiberti par une rafale de mitraillette tirée depuis la gare du Sud. Il est reconnu Mort pour la France, cote AC-21P-25407[82]. Son nom est inscrit sur une plaque commémorative située place De-Gaulle, sur le monument aux morts de Cimiez à Nice et sur le cénotaphe commémorant la libération de Nice situé à l'angle du boulevard Joseph-Garnier et du carrefour du 28-Août. Il est inhumé au cimetière communal de Caucade à Nice, carré militaire no 48, tombe individuelle[78],[67],[83].
- Louis Maurice dit Maurice Borrelli né le 10 juillet 1904 à Nice : Agent de laboratoire domicilié 10 rue Gioffredo à Nice. Mortellement blessé en face de son domicile par un tir allemand le 28 août 1944 dans les combats de la Libération de Nice alors qu'il se rend au lycée pour combattre. Décédé à 16 heures à l'hôpital Saint-Roch à Nice. Reconnu Mort pour la France. Il est inhumé au cimetière communal de Caucade à Nice, carré 5, tombe individuelle[36][source insuffisante].
- Vincent Boscarolo* né le 19 mars 1908 à Verceil, en Italie : F.F.I., membre des Corps Francs de la Libération (CFL), Groupe Léon, Compagnie Julien. Surnommé Tenda. Naturalisé en 1939. Membre des Corps Francs de la Libération (C.F.L.) depuis septembre 1943, groupe Léon, Compagnie Julien. Le 28 août 1944, il participe aux combats pour la Libération de Nice. Au début de l'après-midi, les Allemands réussissent à installer 2 mitrailleuses lourdes et un canon de 25mm sur la place Garibaldi. Avec son groupe, il attaque à plusieurs reprises le canon et abat 4 allemands. Au 3e assaut vers 18 heures, il tente de ramener le canon dont les servants ont été tués mais est abattu par des tirs provenant d'un convoi allemand de 6 camions qui passe place Garibaldi. Il est reconnu Mort pour la France, cote AC-21P-27489[84]. Son nom est inscrit sur la plaque commémorative des résistants du 1er canton à l'hôtel de ville de Nice, une plaque commémorative place Garibaldi à Nice et place commémorative sur le mur extérieur de l'église Saint-Augustin à Nice. Son est orthographié Boscarollo sur les plaques commémoratives et Boscarolo à l'état-civil[85],[67],[86].
- Roger Boyer* né le 24 avril 1911 à Méailles : F.F.I., membre des F.T.P.F., 6e Cie de Nice. Peintre en bâtiment domicilié lotissement Lorenzi, 54 de l’avenue Saint Barthélemy à Nice. Il participe aux combats de Lambruisse et des gorges de Chabrières à Vars (Hautes-Alpes) avant d'être envoyé dans les Alpes-Maritimes. Le 28 août 1944, il participe aux combats pour la Libération de Nice au passage à niveau dès 6h30. Blessé en voulant désarmer des Allemands, il refuse d'être évacué. Tué vers onze heures sous le tir d’un obus de mortier tiré par les Allemands depuis la colline de Gairaut. Il est reconnu Mort pour la France, cote AC-21P-32439[87]. Son nom est inscrit sur le monument commémoratif des résistants du 4e canton de Nice, le monument commémoratif de la Libération de Nice et la plaque commémorative au 2 boulevard de Cessole à Nice. Un square porte son nom à Nice (Alpes-Maritimes) depuis 1946[88],[67],[89].
- Venance Cantergiani* né le 18 mai 1904 à Pavullo nel Frignano en Italie : F.F.I., Milice Patriotique, groupe Fiandino (François Fiandino. Le 28 août 1944, il participe aux combats pour la Libération de Nice. Tué vers 15 heures à Sainte-Marguerite dans un accrochage avec des Allemands venant de Saint-Isidore à Nice. Il abat un Allemand mais est abattu à son tour par un autre Allemand dans un pré de la propriété Saïssi, chemin Sainte-Marguerite. Il est reconnu Mort pour la France, cote AC-21P-37819[90]. Une plaque commémorative située au niveau du 231, avenue Sainte-Marguerite, près du jardin public, rappelle son décès. Son nom est inscrit sur le monument commémoratif des résistants du 14e canton de Nice[85],[67],[91].
- Raymond Carmine né le 3 octobre 1923 à Grasse : F.F.I.., membre de la Résistance depuis février 1942, C.F.L. sous les ordres du capitaine Paul (Paul Cavénago). Préparateur en pharmacie domicilié 9 bis avenue Audiffret à Nice. Il est mortellement blessé dans les combats autour du carrefour du 28-Août et meurt vers minuit au 12 boulevard Tzarevitch (clinique du Belvédère). Il est reconnu Mort pour la France. Son nom est inscrit sur le cénotaphe commémorant la libération de Nice situé à l'angle du boulevard Joseph-Garnier et du carrefour du 28-Août. Il est inhumé au cimetière communal de Caucade à Nice, carré 68, carré des victimes civiles, rang 4, tombe 89[72],[67],[92].

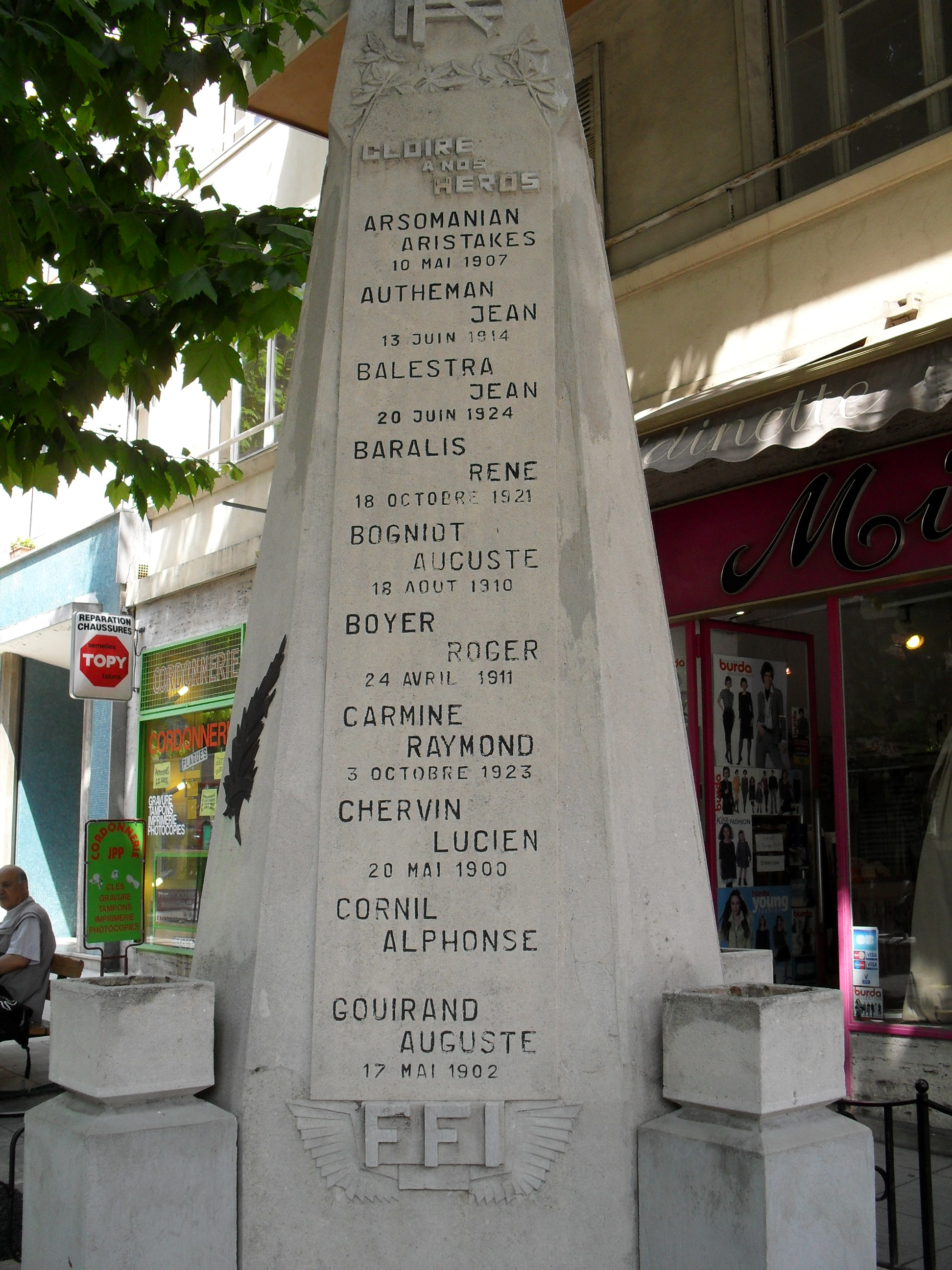
Cénotaphe commémorant la libération de Nice : face FFI décédés dans les combats du 28 août 1944 autour du passage à niveau

- Lucien Chervin* né le 20 mai 1900 à Paris 14e arrondissement : F.F.I., membre des F.T.P.F.. Teinturier domicilié 29 bis avenue Montclar à Nice. Membre des F.T.P.F. depuis juillet 1943. Nommé chef de détachement le 5 mai 1944. Participe aux combats pour la Libération de Nice sous les ordres du commandant Souny (Philippe Giovannini). Présent dès l'aube au passage à niveau (actuel carrefour du 28 août). À partir de 8h30 et jusque 10h30, une fusillade éclate avec des troupes allemandes qui remontent le boulevard Gambetta pour reprendre le contrôle du passage à niveau. Auguste Gouirand et Lucien Chervin sont retranchés derrière le kiosque à journaux situé à quelques dizaines de mètres du passage à niveau. Ils sont tous les deux grièvement blessés d'une balle reçue en pleine tête. Ils sont évacués vers la clinique Sainte-Marguerite rue Mantéga. Lucien Chervin y meurt à 20 heures. Il est reconnu Mort pour la France, cote AC-21P-44208[93]. Son nom est inscrit sur le monument commémoratif des résistants du 4e canton de Nice, le monument commémoratif de la Libération de Nice et la plaque commémorative au 2 boulevard de Cessole à Nice. Il est inhumé à la nécropole nationale de Luynes à Aix-en-Provence, carré E, rang no 10, tombe individuelle no 38[78],[67],[94].
- Alphonse Cornil* né le 26 octobre 1879 à Mouscron (Belgique) : Adjudant-chef F.F.I., membre des F.T.P.F., groupe René. Rejoint la résistance en janvier 1942. Corps Franc d'Encadrement des F.T.P.F., groupe René (René Canta). Domicilié 19 avenue Saint-Joseph à Nice dans un immeuble de 4 étages coiffé d'une tonnelle d'où il aide la Résistance en tant que guetteur. Manœuvre à Schneider à Nice. Le 28 août 1944, il participe aux combats pour la Libération de Nice autour du passage à niveau (actuel carrefour du 28 août). Il est tué vers dix heures par une rafale de balles tirée par les Allemands alors qu'il se trouve en position avancée au niveau du 130 boulevard Gambetta. Il est reconnu Mort pour la France, cote AC-21P-108282[95]. Il est inhumé au cimetière communal de Caucade à Nice, carré 68, carré des victimes civiles, rang 4, tombe 80[36][source insuffisante]. Son nom est inscrit sur le monument commémoratif des résistants du 4e canton de Nice, sur le monument commémoratif de la Libération de Nice et la plaque commémorative située 130 boulevard Gambetta à Nice[78],[67],[96].
- Marius Fantino* né le 30 octobre 1900 à Nice : F.F.I., adjudant-chef F.T.P.F., groupe René (René Canta), Milices Patriotiques. Membre des F.T.P.F. depuis juillet 1943. Pseudo Camille Dumont, Serge III. Interné en 1941 au fort Saint-Nicolas de Marseille lors de l'affaire des cheminots. Relâché faute de preuves. En juin 1943, il devient chef-adjoint du groupe de combat de la S.N.C.F. du lieutenant Auguste VERMEIL (sabotages, liaisons avec les maquis de Thoard, La Robine-sur-Galabre et Mont-Siron dans le 04). Conducteur d'autorail domicilié 63, boulevard de la Madeleine à Nice. Il est abattu par un groupe d'allemands vers 19 heures devant l'hôpital Pasteur à Nice. Grièvement blessé, il meurt le lendemain à 15 heures à l'hôpital Pasteur. Il est reconnu Mort pour la France, au 24 de la voie romaine, à droite du portail de l’entrée de la blanchisserie de l’hôpital Pasteur, se trouve une plaque commémorative érigée en sa mémoire. Il est inscrit sur le Monument Aux Morts de Cimiez à Nice, Monument Aux Morts de la gare Saint-Roch et sur le Monument Aux Morts de la gare Saint-Charles à Marseille[97],[85],[67]>[98].
- Jean Gironne* né le 24 janvier 1922 à Bollène : F.F.I., F.T.P.F., groupe René (René Canta), section Police 78P.R., groupe Combat de Roquesteron. Gardien de la paix domicilié 17, rue Lamartine à Nice. Nombreuses missions dans le 06, le 84 et le 04. Agent du service S.R.. Posté sur la tourelle du Lycée de Garçons Félix Faure rue Désiré Niel, il mitraille les Allemands qui tentent d'atteindre un des portails d'entrée. Mortellement atteint à 15 heures par une rafle de mitraillette tirée depuis un immeuble voisin. Décédé pendant son transfert au poste de secours. Il est reconnu Mort pour la France, cote AC-21P-193277[99]. Médaille d'Or de la police avec citation. Son nom est inscrit sur une plaque commémorative au 8, rue Désiré Niel à Nice et sur la plaque commémorative 1939-1945 des policiers morts pour la France à la caserne Auvare à Nice. Il est inhumé au cimetière communal de Caucade à Nice, carré 42, tombe familiale[100],[67],[101].
- Joseph Giuge* né le 5 juin 1906 à Nice : F.F.I., C.F.L., membre du groupe Lenoir, secteur Nice, Milices Patriotiques (M.P.). Concierge à la mairie de Nice. Son frère Charles Giuge est tué dans le bombardement aérien allié du 26 mai 1944 sur Nice. Le 28 août 1944, il participe aux combats pour la Libération de Nice. Il assure le ravitaillement du groupe Lenoir qui occupe la mairie. Il traverse à deux reprises la zone de feu. En revenant de sa seconde mission, il est abattu à 10 heures rue Saint-François-de-Paule par les Allemands occupants le blockhaus du square Albert Ier. Il est reconnu Mort pour la France, cote AC-21P-193362[102]. Son nom est inscrit sur la plaque commémorative de la Résistance à la mairie de Nice, la plaque commémorative de l'église Saint-Augustin à Nice et une plaque commémorative rue Saint-François-de-Paule à Nice. Il est inhumé au cimetière communal de Caucade à Nice, carré 27, tombe familiale[85],[67],[103].
- Jean Gordolon* né le 30 juillet 1923 à Nice : Sous-lieutenant F.F.I., membre des C.F.L., groupe Pascal. Étudiant en droit domicilié 24, rue Théodore de Banville à Nice. Membre de la Résistance depuis juin 1944. Il appartient au réseau 1942 HI-HI dont le chef de réseau est Suzanne Bertillon. Il se trouve à Nice lors du débarquement de Provence. Ne pouvant plus rejoindre sa base, il se met à la disposition de la Résistance locale. Le 28 août 1944, il participe à l'insurrection de Nice. Il assure la liaison entre les C.F.L. du groupe Pascal et les F.T.P.F. du groupe Lenoir qui occupent la mairie. Il est abattu par une rafale de mitrailleuse en traversant la rue Saint-François de Paule. Touché au ventre, il est transporté à l'hôpital Saint-Roch puis dans une clinique. Décédé à son domicile à 19h30 des suites de péritonite par perforation intestinale par projectile de guerre. Il est reconnu Mort pour la France, cote AC-21P-195860[104]. Son nom est inscrit sur la plaque commémorative de la résistance à l'hôtel de ville de Nice et une plaque commémorative rue Saint-François-de-Paule à Nice inaugurée le 28 août 2012. Il est inhumé au cimetière communal de Caucade à Nice, carré 19, tombe familiale[67],[105],[106].
- Auguste Gouirand* né le 17 juin 1902 à Nice : F.F.I. membre des F.T.P.F. et du mouvement Combat. Domicilié 50, avenue Montplaisir à Nice. Il rejoint la Résistance en juillet 1943. Présent dès l'aube au passage à niveau (actuel carrefour du 28 août). À partir de 8h30 et jusque 10h30, une fusillade éclate avec des troupes allemandes qui remontent le boulevard Gambetta pour reprendre le contrôle du passage à niveau. Auguste Gouirand et Lucien Chervin sont retranchés derrière le kiosque à journaux situé à quelques dizaines de mètres du passage à niveau. Ils sont tous les deux grièvement blessés d'une balle reçue en pleine tête. Ils sont évacués vers la clinique rue Mantéga. Auguste Gouirand y meurt le 1er septembre 1944 à 16 heures. Il est reconnu Mort pour la France. Son nom est inscrit sur le monument commémoratif des résistants du 4e canton de Nice et le monument commémoratif de la Libération de Nice et la plaque commémorative au 2 boulevard de Cessole à Nice[78],[67],[107].
- Jean (Juan) Moralès* né le  14 janvier 1894 à Cieza en Espagne : Adjudant-chef des F.F.I., membre des F.T.P.F., groupe René. Garde-voies domicilié 27, rue de France à Nice. Membre du groupe René (René Canta) depuis janvier 1942. Agent de liaison vers les maquis du Var et des Basses-Alpes puis il participe à l'organisation du Corps-Franc René. Mortellement blessé rue de la préfecture le  28 août 1944 lors des combats pour la Libération de Nice (Alpes-Maritimes). Il occupe la Préfecture Q.G. du groupe René). Il reçoit l'ordre de partir en patrouille offensive avec ses hommes. Alors qu'il regagne sa position avec son détachement, place du Palais, il attaque un puissant groupe ennemi. Il est atteint par un éclat d'obus et une balle au cerveau à 15h40 en voulant porter secours à un camarade blessé. Transporté à l'hôpital Saint-Roch où il meurt à 22h15. Il est reconnu Mort pour la France, cote AC-21P-97671[108]. Son nom est inscrit sur la plaque commémorative de la Résistance à l'hôtel de ville de Nice et une plaque commémorative inaugurée rue de la préfecture puis transférée place du Palais de Justice à Nice. Il est inhumé au cimetière communal de Caucade à Nice, carré militaire no 60, tombe individuelle[109],[67],[110].
- Robert Petitnicolas* né le 4 septembre 1900 à Saint-Cloud : Placier domicilié 89 boulevard de Cambrai à Nice. Membre des CFLN. Grièvement blesé à 10 heures au cours d'une liaison. Décédé à 20h30 31 rue de Paris le 28 août 1944 dans les combats de la Libération de Nice. Reconnu Mort pour la France[36][source insuffisante]. Une plaque commémorative est inaugurée en sa mémoire le 28 août 2019 au 9 rue de la liberté. Son nom est également ajouté dans l'église Sainte-Hélène.
- Michel Ravera* né le 1er mai 1927 à Pareto)  en Italie : F.F.I. membre des F.T.P.F., groupe René (René Canta) et de l'A.S., groupe Fieschi (Nicolas Fieschi). Il est domicilié quartier Sainte-Marguerite, propriété Teisseire à Nice. Il rejoint la Résistance en janvier 1944 au sein de l'Armée Secrète (A.S.) sous les ordres du chef de sous-groupe Nicolas Fieschi (Max B.801). Pseudo François/3, le plombier. Le 28 août 1944, il reçoit l'ordre de renseigner son chef de groupe sur les mouvements des troupes allemands stationnées dans la propriété de ses parents. Les Allemands tirent alors des obus sur les troupes américaines stationnées sur l'autre rive du Var. Il est alors mortellement blessé par les éclats d'un obus tombé non loin de lui. Il meurt peu après à 17 heures au domicile familial. Son nom est inscrit sur le Monument Aux Morts de l'école Caucade à Nice et sur une plaque commémorative rajoutée sur ce même Monument Aux Morts et inaugurée le 28 août 2012. Une plaque rappelle sa mémoire sur la tombe familiale du carré 68 du cimetière de Caucade à Nice où il est inhumé. Il est reconnu Mort pour la France, cote AC-21P-139624[111],[112].
- Basile Rossi* né le 15 mars 1927 à Nice : F.F.I. membre des F.T.P.F., groupe Lass. Apprenti domicilié chez ses parents 6 chemin de la Bornala à Canta Galet à Nice. Membre de la Résistance depuis juillet 1943. Groupe du capitaine Lass (Albertini) sous les ordres du commandant Souny (Philippe Giovannini). Il participe aux combats pour la Libération de Nice. Mortellement blessé avenue de la Bornala dans l'attaque d'une compagnie allemande en retraite. Avec 3 camarades, il attaque une traction avant transportant 4 Allemands en provenance du chemin de Canta Galet et qui s'est arrêtée à leur niveau pour leur demander la route de l'Italie. Un Allemand est tué, les 3 autres sont faits prisonniers et enfermés dans le garage de Joseph Brun. Une colonne d'allemands à pieds débouche alors précédé d'une voiture hippomobile. Voyant le cadavre du soldat allemand près de la voiture, la colonne met une mitrailleuse en batterie et arrose le secteur. Les 4 résistants sont cachés dans un champ de haricots et Basile Rossi est touché par une rafale au pied d'un figuier. La colonne poursuit sa route vers l'Italie. Basile Rossi est emmené à son domicile où il meurt vers 17 heures. Il est reconnu Mort pour la France, cote AC-21P-139624[113]. Une stèle commémorative honore sa mémoire et celles de deux autres résistants devant le square Louis-Maccagno situé à l'angle des boulevards Édouard-Herriot et Carlone. Son nom est inscrit sur le monument commémoratif des résistants du 14e canton de Nice. Il est inhumé au cimetière communal de Caucade à Nice, carré 21, tombe familiale[72],[67],[114].
- Roger André Simon* né le 31 mars 1925 à Nice : F.F.I., membre des C.F.L. depuis 1943, groupe Académie du capitaine François Calvin sous les ordres de Parent (Jules Cousin). Électro-mécanicien domicilié 27 avenue de la Lanterne à Nice. Le 28 août 1944, il apprend l'insurrection et se procure une arme. Il cherche à rejoindre son groupe qui s'est emparé du central des PTT de Fabron le matin. Arrêté par une patrouille allemande à Carras. Il est torturé par les Allemands dans un blockhaus de la promenade des Anglais. Ils finissent par l'exécuter d'une balle de revolver avant de battre en retraite vers 23 heures. Il est reconnu Mort pour la France. Un petit square dans lequel se trouve une plaque commémorative rappelle cette exécution à l’angle des avenues de la Californie et Saint-Augustin. Son nom est inscrit sur le monument commémoratif des résistants du 14e canton de Nice[115],[67],[116].
- Antoine François Suarez* né le 3 avril 1905 à Bordeaux : F.F.I. lieutenant F.T.P.F. et responsable de la Milice patriotique au dépôt des Transports de Nice et du Littoral (T.N.L.). Militant cégétiste abattu vers 13h50 d'une balle en pleine tête par une rafale allemande à proximité du dépôt Cie T.N.L. à Riquier, 13 boulevard Sainte-Agathe (actuel Boulevard général Louis Delfino). Il est reconnu Mort pour la France, cote AC-21P-154527[117]. Son nom est inscrit sur le Monument Aux Morts de Riquier à Nice et sur celui de La Trinité (Alpes-Maritimes). Un square porte son nom face au 99 rue de Roquebillière. Une plaque commémorative s'y trouve. Un boulevard porte son nom à La Trinité (Alpes-Maritimes). Il est inhumé au cimetière communal de La Trinité, allée 4, tombe familiale[118],[37],[119].
- Paul Vallaghé* né le 5 août 1920 à Menton : F.F.I., F.T.P.F. membre du groupe René (René Canta), chef adjoint du sous-groupe Corps franc d'Encadrement/1. Liaisons avec les maquis français et italiens, passages et guide de clandestins et de parachutistes alliés, instructeur. Domicilié place du marché à Saint-Martin-Vésubie puis 14 rue de Lépante à Nice. Moniteur de ski et champion de tir. Dans la soirée, Paul Vallaghé attaque à lui seul un détachement de 9 allemands qui commande le tir d'une pièce d'artillerie légère de la place Garibaldi et pilonne les positions des F.F.I.. Il abat les 9 servants puis s'élance pour s'emparer de la pièce d'artillerie. Il entreprend de la ramener vers le Lycée de garçons mais une rafale de mitrailleuse l'atteint dans les reins. Il est transporté à l'hôpital Saint-Roch où il meurt à 21 heures. Il est reconnu Mort pour la France, cote AC-21P-170432[120]. Son nom est inscrit sur une plaque commémorative située dans la basilique Saint-Michel à Menton, sur le Monument Aux Morts du cimetière du Trabuquet à Menton, sur une plaque commémorative sous les arcades de la place Garibaldi à Nice et sur le Monument Aux Morts de Saint-Martin-Vésubie. Le square dans lequel se trouve le Monument Aux Morts de Saint-Martin-Vésubie se nomme le square Paul Vallaghé[85],[67],[121].
- Verdun Vial* né le 3 octobre 1916 à Nice : F.F.I., secteur Nice, groupe Lenoir. Gardien de la paix, membre de la Renaissance. Domicilié 13 rue François Guisol à Nice. Le 28 août 1944, il occupe volontairement une position exposée et est mortellement blessé dans la matinée alors qu'il se trouve sur les marches reliant la descente Crotti au boulevard Mac-Mahon (actuellement avenue Jean Jaurès) à Nice. Décédé le 2 septembre 1944 à 7 heures à la clinique Saint-Antoine à Nice. Il est reconnu Mort pour la France. Son nom est inscrit sur la plaque commémorative de l'église Sainte-Claire à Nice, la plaque commémorative des résistants du 1er canton à l'hôtel de ville de Nice, une plaque commémorative descente Crotti à Nice, la plaque commémorative de l'église Saint-Augustin à Nice et la plaque commémorative 1939-1945 des policiers morts pour la France à la caserne Auvare à Nice. Il est inhumé au cimetière communal du château à Nice, tombe familiale[100],[67],[122].

### Les 6 résistants tués indirectement
- René Bensaïd* né le 2 décembre 1921 à Chéraga (Algérie) : Lieutenant FFI du groupe Lenoir, membre des Corps Francs de la Libération (CFL). Étudiant domicilié 6, rue de Bruxelles à Nice. Le 28 août 1944, il participe aux combats pour la Libération de Nice en commandant son groupe C.F.L. au passage à niveau. Mortellement blessé le 4 septembre 1944 à 13 heures par un résistant d'un groupe F.F.I. venu réclamer des armes à l'hôtel Terminus en face de la gare centrale de Nice. Deux coups de mitraillette sten partent accidentellement lors de cet échange animé entre les F.F.I.. René Bensaïd est évacué à l'hôpital Saint-Roch où il meurt à 14h30 – Acte de décès dressé le 6 septembre 1944 à Nice. Son nom est inscrit sur une plaque commémorative située à l'angle de l'avenue Thiers et de la rue Paganini et sur le monument commémoratif des résistants du 4e canton de Nice situé dans le jardin Alsace-Lorraine. Il est inhumé au cimetière communal de Caucade à Nice, carré 38, tombe familiale[6],[123].
- Sauveur Bernardo* né le 26 novembre 1918 à Palazzolo (Italie) : F.F.I., membre des Milices Patriotiques (M.P.), groupe Francis Suarez. Plombier domicilié 11 rue de la Providence à Nice. Il participe le 28 août 1944 aux combats pour la libération de Nice. Le lendemain, il est abattu par son chef de groupe lors d'une dispute concernant la possession d'un revolver. Sauveur Bernardo est mortellement blessé sous le pont de la voie ferrée entre le boulevard Riquier et le boulevard de l'armée des Alpes. Évacué dans un blockhaus place de Riquier où il meurt à 18 heures. Son nom est inscrit sur une plaque commémorative là où il fut blessé, sur le Monument Aux Morts de Riquier à Nice, sur la plaque commémorative de l'église Sainte-Claire à Nice, la plaque commémorative de la Résistance à l'hôtel de ville de Nice et la plaque commémorative située sur la façade extérieure de l'église Saint-Augustin à Nice. Il est inhumé au cimetière communal de Caucade à Nice, carré militaire no 58, tombe individuelle. Il est reconnu Mort pour la France, cote AC-21P-19533 (nom Bennardo)[124],[85],[125].
- Maurice Charton né le  1er septembre 1919 à Purgerot : F.F.I., membre de l'A.S. et des F.T.P.F. Employé de commerce (garçon épicier) avec son beau-père domicilié 8 rue Gubernatis à Nice. Engagé volontaire en 1939 au 110e d'Aviation démobilisé en août 1942. Gaulliste. Pendant l'Occupation italienne, il rejoint l'A.S. (Armée Secrète) et le 2e bureau sous les ordres du capitaine Guary domicilié dans la même rue au 17 dénoncé par un voisin P.P.F., Davo. Guary est arrêté en juin par l'OVRA ainsi que Maurice Charton le 24 juin. Conduit à la villa Lynwood à Nice puis déporté en Italie à Savone, Taggia et Modane. Un ami de la famille, Jooris, consul général de Belgique en France, se rend en Italie et obtient la libération de Charton. Il rentre à Nice le 10 novembre 1943. Les Allemands lui ont donné un laissez-passer qu'il garde en souvenir de sa libération. Il rejoint les F.T.P.F. niçois le 10 décembre 1943. Dénoncé, la Gestapo vient à 4 reprises avec des G.A.- P.P.F. à son domicile pour l'arrêter. Il quitte la région le 1er juin 1944 avec l'aide de Joseph Gallo et se rend le  4 juin 1944 à Dax où il se réfugie chez Jooris. Il travaille à la firme Gausin (coupe de bois pour les mines belges). Le 14 juillet 1944, il revient à Nice puis se rend à Clans avec son épouse et son fils jusqu'à la libération de Nice le  28 août 1944. Fin juillet 1944, il aide le groupe Morgan dans le secteur de Clans (renseignements et siège des Allemands stationnés à Bancairon le 10 août 1944). Il rentre à Nice après le 28 août pour se rendre disponible auprès des F.F.I. dont le siège est situé à l'hôtel Atlantic boulevard Victor Hugo. Il réalise plusieurs enquêtes comme auxiliaire du 2e bureau et arrête plusieurs collaborateurs dont un ancien milicien portant un brassard F.F.I. Il saisit également du ravitaillement à des collaborationnistes. Il travaille seul. Le 2 septembre, il est vu pour la dernière fois devant le siège de Combat avenue de la victoire à Nice. Il est ensuite arrêté par des F.T.P.F. et emprisonné dans les caves de l'hôtel Splendid, siège des F.T.P.F. niçois. Le 5 septembre 1944, vers 17 heures, un ami, Perress, venu pour un rendez-vous, le voit par une lucarne de la cave depuis la cour et échange quelques mots avec lui. Ce dernier lui demande de se rendre à l'hôtel Atlantic pour savoir quel est le motif de son arrestation qu'il ignore encore. Un F.T.P.F. interrompt alors l'échange car il est interdit de parler avec un prisonnier. 15 minutes plus tard, Perress voit sortir une automobile noire avec plusieurs hommes à bord dont des F.T.P.F. et Maurice Charton. Perress est alors arrêté par le F.T.P.F. qui l'avait empêché de parler avec le prisonnier et gardé à vue pendant 24 heures à l'hôtel Splendid. L'automobile est aperçue par des témoins boulevard de la madeleine à Nice se dirigeant vers la madeleine supérieure. 4 F.T.P.F. avec brassards tricolores et mitraillettes emmènent 2 prisonniers au vallon sabatier vers 18h. Vers 18h30, la voiture redescend sans les prisonniers. Ils ont été exécutés sans procès vers 18h30 dans un sentier longeant la colline de la costière. Un témoin assiste de loin à l'exécution et découvre les corps juste après le départ des F.T.P.F. Le corps de Maurice Charton est retrouvé face contre terre, le crâne explosé par une rafale de mitraillette. Il est identifié grâce à son alliance (avec la date du mariage gravée à l'intérieur) et sa chevalière. Son épouse vient le reconnaître le 6 septembre 1944 au reposoir du cimetière de Caucade à Nice. Le deuxième fusillé n'a pas été identifié. Un mot de Maurice Charton est reçu par un ami, le secrétaire de police Giovanelli le 6 ou le 7 septembre, transmis par une personne emprisonnée avec lui puis libérée. Il y explique qu'on prétend qu'il est un agent de la Gestapo car il a un laissez-passer allemand sur lui (celui de sa libération) mais en fait il semblait sur le point d'arrêter un F.T.P.F. Le laissez-passer aurait fourni un prétexte pour l'arrêter et ensuite l'exécuter. Personne ne se rappelle Maurice Charton parmi les responsables F.T.P.F. lors des passages de la police durant l'enquête. Il est reconnu Mort pour la France, cote AC-21P-42776[126]. Il est inhumé au cimetière communal de Caucade à Nice, carré 1, tombe familiale[36][source insuffisante].
- Antoine Genouillac* né le 6 février 1902 à Contes : F.F.I., membre des F.T.P.F., 30e Cie, Milices Patriotiques (M.P.). Membre de la Résistance depuis octobre 1941. Chauffeur domicilié 22, rue Scaliéro à Nice. Le 28 août 1944, il participe aux combats pour la Libération de Nice. Membre des G.C.R., il est tué le 29 août à 18h30 dans une échauffourée avenue de la république à Nice en voulant procéder à l'arrestation des frères Monti, membres d'un groupe d'une quinzaine de chemises noires des secteurs république et risso. L'un des collaborateurs, Joseph Monti, est abattu sur le pont barla. Son nom est inscrit sur le Monument Aux Morts de Riquier à Nice-Riquier et sur une plaque commémorative située 42, avenue de la République à Nice. Il est reconnu Mort pour la France, cote AC-21P-192332[127],[85],[105]>[128].
- Émile Krieger* né le  20 novembre 1890 à Sarreinsming : F.F.I. membre des F.T.P.F., groupe René (René Canta). Retraité de la Gendarmerie depuis le 7 mars 1940. Domicilié villa pervenche à Cimiez à Nice. En octobre 1941, il vend des journaux sur la promenade des Anglais et est arrêté par la police française pour avoir crié « Goering arrêté ». Il rejoint la Résistance en octobre 1942 (renseignements, recrutement, ravitaillement). Pseudos A0445, Jean-Louis, Lamontre, Lacroix. Il participe aux combats pour la libération de Nice le 28 août 1944. Avec un groupe de résistants, il reçoit l'ordre d'attaquer les Allemands présents à la villa Paradisio à Cimiez à Nice. Il essaie mais en vain de couper les voies de circulation. Les Allemands doivent cependant décrocher mais Émile Krieger, sans doute blessé en position avancée, est capturé. Il est emmené par les Allemands dans leur retraite vers l'Italie. Il est ensuite déporté au K.L. Dachau (Allemagne) et décédé le 11 janvier 1945 à Innsbruck. Son nom est inscrit sur une plaque commémorative au 24, boulevard de Cimiez et sur le Monument Aux Morts de Cimiez à Nice[70],[129].
- Antoine Souchon né le 8 février 1893 à Monistrol-sur-Loire : F.F.I., membre du mouvement Combat, groupe Deguin. Chauffeur domicilié 8 avenue Durante à Nice. Il est probablement abattu par une patrouille allemande le 27 août le long du Var, route de Grenoble, en relevant la position des mines dans le fleuve Var. Son corps est retrouvé le matin  28 août 1944. Une plaque commémorative est apposée à hauteur du 455 promenade des Anglais. Il est inhumé au cimetière communal de Caucade à Nice, carré 68, carré des victimes civiles, tombe individuelle. Il est reconnu Mort pour la France, cote AC-21P-161382[130].

## Liste des victimes civiles de l'insurrection ou décédés des suites de leurs blessures
De nombreux civils ni résistants ni collaborateurs ont été abattus par les Allemands, blessés dans les échanges de tirs ou tués par les obus allemands tirés sur la ville à partir de 11 heures. De même, les Allemands proclament l'état de siège à 13h50 et toute personne se trouvant alors dans la rue peut être abattue. Les chiffres du nombre de civils tués sont depuis 1945 largement sous-estimés. Ce sont cependant au moins 37 civils qui ont été tués ou mortellement blessés ce jour-là à Nice et 2 autres à Saint-Laurent-du-Var.

### Les 36 civils tués à Nice
- Jean Authement né le 13 juin 1914 à Créteil : Employé S.N.C.F. domicilié 53, boulevard de Cessole à Nice. Grièvement blessé par un tir allemand alors qu'il se rend au travail le matin de l'insurrection du 28 août 1944. Décédé à la clinique rue Mantéga vers seize heures. Son nom est inscrit sur le Monument Aux Morts de la gare Saint-Charles de Marseille 01, la plaque commémorative 1939-1945 des agents S.N.C.F. de la gare centrale de Nice et le monument commémoratif de la Libération de Nice (Alpes-Maritimes) (nom Autheman). Il est reconnu Mort pour la France. Il est inhumé au cimetière communal de Caucade à Nice, carré 68, carré des victimes de guerre, rang 3, tombe 68[36].
- Dominique Baldelli né le 25 novembre 1896 à San Giustino (Italie) : Maçon. Tué à 10 heures à Saint-Isidore dans un bombardement allemand le jour de l'insurrection du 28 août 1944 à Nice. Il est inhumé au cimetière communal de Caucade à Nice, carré 41, tombe familiale[36].
- Louise Barraya née le 21 novembre 1932 à Nice : Domiciliée 2 rue Colombo à Nice. Décédée à 16 heures à son domicile le jour de l'insurrection du 28 août 1944 à Nice. Reconnue Mort pour la France. Elle est inhumée au cimetière communal de Caucade à Nice, carré 68, carré des victimes civiles, tombe individuelle puis exhumée au carré K, tombe familiale[36].
- Claire Bègue née le 27 novembre 1881 au Puy-en-Velay : Domiciliée 10 rue Puget à Nice. Décédée à 18 heures à son domicile le jour de l'insurrection du 28 août 1944 à Nice. Reconnue Mort pour la France[36][source insuffisante].
- Jean Bobichon* né le 6 novembre 1922 à Nice : F.F.I., membre du mouvement Libération-Sud. Surnommé Boby. Étudiant domicilié 5 rue de la préfecture à Nice. Citation à l'Ordre de la Croix rouge, Citation à l'Ordre de l'Armée, Croix de guerre avec palme. Membre des équipes d'urgence de la croix rouge française. Le 28 août 1944, il rejoint le poste de secours de la Croix Rouge française installé place du palais de justice. Au retour d'une évacuation vers l'hôpital Saint-Roch, l'équipe composée d'une infirmière avec uniforme et de deux infirmiers avec brassards de la C.R.F. est touchée près du poste de secours par un obus tiré par les Allemands. Jean Bobichon est mortellement blessé. Décédé durant son transfert vers l'hôpital Saint-Roch vers 15h30. Il est reconnu Mort pour la France. Son nom est inscrit sur la plaque commémorative de la Résistance à l'hôtel de ville de Nice et sur une plaque commémorative sur la tour de la caserne Rusca, place du Palais de Justice[6],[67],[36],[131].
- Gaston Bonfils né le 3 octobre 1898 à Nice : Taxi-vélo domicilié 12 rue Reine Jeanne à Nice. Tué le 28 août 1944 à 11 heures boulevard Gambetta  dans les combats pour la libération de Nice. Reconnu Mort pour la France[36][source insuffisante].
- Laurent Calzia né le 2 juin 1898 à Nice : Représentant de commerce domicilié 29 avenue Cyrnos à Nice. Décédé à 17 heures à son domicile le 28 août 1944 dans les combats de la Libération de Nice. Reconnu Mort pour la France[36][source insuffisante].
- François Pierre Marie Canevesi né le 26 janvier 1887 à Plaisance (Italie) : Décédé le 28 août 1944 à Nice à son domicile au 34 rue de la république. Il est inhumé au cimetière communal de Caucade à Nice, carré 68, carré des victimes de guerres, rang 4, tombe 76[36].
- Antoine Simon Codaccioni né le 11 février 1901 à Bilia : Surveillant de la S.N.C.F. domicilié 15 bis avenue des diables bleus à Nice. Le 28 août 1944, le jour de l'insurrection de Nice, il se trouve au travail dans la cour de la gare S.N.C.F.. Un Allemand le voit et le prend pour un F.F.I.. Il lui tire une rafale de balles explosives. Grièvement blessé, il meurt des suites de ses blessures le 1er septembre 1944 à 17 heures au 31, rue de Paris à Nice. Son nom est inscrit sur la plaque commémorative 1939-1945 pour les agents S.N.C.F. de la gare centrale de Nice, le Monument Aux Morts de la gare Saint-Charles à Marseille 01 et le livre d'or de la résistance de Sartène. Il est reconnu Mort pour la France. Il est initialement inhumé au cimetière communal de Caucade à Nice, carré militaire 48, tombe individuelle. Son corps a depuis été transféré[36].
- Amédée Degioanni né le 4 février 1872 à Aisone (Italie) : Cultivateur domicilié propriété Degioanni, quartier de l'Archet à Nice. Décédé à 16h45 à son domicile durant les combats de la Libération de Nice. Reconnu Mort pour la France[36][source insuffisante].
- Claude Demai né le 10 février 1888 à Sainte-Agnès : Employé à la S.N.C.F. domicilié 36 rue Reine Jeanne à Nice. Mortellement blessé par une balle allemande durant les combats pour la Libération de Nice le 28 août 1944. Il se trouve dans le square Saint-Étienne (actuel square Colonel Jeanpierre) alors qu'il vient de sortir du lieu surnommé P.V. (petite vitesse), dépendant de la gare centrale, pour rentrer à son domicile. Transporté à son domicile où il meurt à 12h45. Son nom est inscrit sur la plaque commémorative 1939-1945 pour les agents S.N.C.F. de la gare centrale de Nice et le Monument Aux Morts de la gare Saint-Charles à Marseille 01 et le livre d'or de la résistance de Sartène. Il est reconnu Mort pour la France. Il est inhumé au cimetière communal de Caucade à Nice, carré 68, carré des victimes de guerres, rang 4, tombe 84[36].
- Abel Durville né le 28 avril 1895 à Amilly : Hôtelier domicilié 45 rue de l'hôtel des postes à Nice. Mortellement blessé par un tir allemand et décédé à son domicile à 16h30 durant les combats pour la Libération de Nice le 28 août 1944. Reconnu Mort pour la France. Il est inhumé au cimetière communal de Caucade à Nice, carré 41, tombe familiale[36].
- Mathilde Faugué née le 21 novembre 1910 à Nice : Domiciliée 1 rue Marceau à Nice (Alpes-Maritimes). Tuée le 28 août 1944 lors des combats de la Libération de Nice. Mortellement blessée vers 10h30 en même temps que Paulette et Jean Sénémaud par les Allemands. Les soldats de passage tirent depuis la route à bord des camions. Mathilde Faugué est touchée par un balle dans la gorge. Elle est évacuée mais meurt à 21 heures à la clinique Mantéga. Elle est reconnue Mort pour la France[36].
- Guillaume Franzini né le 15 avril 1890 à Diano Marina : Plombier-zingueur domicilié 49 boulevard Joseph Garnier à Nice. Il est grièvement blessé le  28 août 1944 dans les combats pour la libération de Nice (Alpes-Maritimes). Il meurt des suites de ses blessures le 17 mai 1947 à 8 heures à son domicile. Son nom est inscrit sur le monument commémoratif de la Libération de Nice. Il est reconnu Mort pour la France. Il est inhumé au cimetière communal de Caucade à Nice, carré 11, tombe familiale[72].
- Raoul Gauthier né le 24 novembre 1907 à Marseille : Musicien domicilié 2 rue François 1er à Nice. Employé comme musicien depuis 1941 par le cabaret Plantation 34 rue Masséna à Nice. Tué par les Allemands le 28 août 1944 à Nice dans les combats de la Libération de Nice (Alpes-Maritimes). Sorti de son domicile dans l'après-midi pour une raison inconnue, il arrive à l'angle des rues Alphonse Karr et François Ier. Un groupe d'allemands  stationné boulevard Victor Hugo à la Feldkommandantur le voit et tire une rafale sur lui. Il est touché par une balle qui lui traverse le corps. Il s'affaisse et est secouru par des voisins dont son employeur Jacques Chapron. Transporté à son domicile, il y meurt quelques instants plus tard à 17 heures. Corps transporté le lendemain à la morgue de l'hôpital Saint-Roch à Nice. Une restitution de corps aux frais de l'État a été demandée par sa sœur Antoinette Gauthier épouse Olive au cimetière d'Arles, caveau de Zoé Ténot de Lespinois, mais n'a pas eu lieu. Il est reconnu Mort pour la France. Il est inhumé au cimetière communal de Caucade à Nice, carré 68, carré des victimes civiles, rang 5, tombe 105[36].
- Camille Gorlero né le 30 juillet 1876 à Nice : Cultivateur domicilié propriété la vista chemin de Bellet à Nice. Décédé à 17 heures à son domicile le 28 août 1944 durant les combats de la Libération de Nice. Reconnu Mort pour la France[36].
- Élise Grunheber née le 8 septembre 1917 à Fontenoy-sur-Moselle : Domiciliée 43 avenue Giacobi à Nice. Mortellement blessée dans un bombardement lors des combats de la Libération de Nice. Décédée à six heures à son domicile le 31 août 1944. Reconnue Mort pour la France. Elle est inhumée au cimetière communal de Caucade à Nice, carré 68, carré des victimes civiles, rang4, tombe 88 (nom Muller, son nom avant son divorce)[36].
- Romulus Ioni né le 23 mars 1892 à Apecchio (Italie) : Matelassier domicilié 4 rue du Jésus à Nice. Naturalisé en 1927. Tué le 28 août 1944 durant les combats de la Libération de Nice. Tué par un obus de mortier rue centrale à 16 heures dans le bombardement allemand. Il est reconnu Mort pour la France. Il est inhumé au cimetière communal de Caucade à Nice, carré 68, carré des victimes civiles, rang 4, tombe 74[36].
- Constant Jeudy né le 3 avril 1875 à Campos[Laquelle ?] (Brésil) : Secrétaire administratif domicilié 15 avenue Shakespeare à Nice. Mortellement blessé par une balle de mitrailleuse allemande le 28 août 1944 durant les combats de la Libération de Nice. Il est touché alors qu'il traverse le boulevard Gambetta pour se rendre à son travail. Décédé à 16 heures à l'hôpital Saint-Roch. Il est reconnu Mort pour la France. Il est inhumé au cimetière communal de Caucade à Nice, carré 68, carré des victimes civiles, rang 4, tombe 87[36].
- Josette Melia née le 31 janvier 1924 à Nice : Secrétaire dactylographe au centre de réforme de la caserne Rusca à Nice domiciliée 9 rue Michel-Ange à Nice. Tuée à 15 heures dans les bombardements allemands du 28 août 1944 à Nice durant les combats de la Libération de Nice. Un éclat de mortier l'atteint alors qu'elle se trouve dans les locaux du centre de réforme de la caserne Rusca à Nice. Elle est reconnue Mort pour la France. Elle est inhumée au cimetière communal de Caucade à Nice, carré 68, carré des victimes civiles, rang 4, tombe 86[36].
- Ernestine Monti née le 17 octobre 897 à Agliano Terme (Italie) : Femme de ménage domiciliée 36 boulevard Dubouchage à Nice. Elle épouse un nommé Bosca. Décédée à 18 heures à l'hôpital Sant-Roch le 28 août 1944 à Nice (Alpes-Maritimes) durant les combats de la Libération de Nice (Alpes-Maritimes). Reconnue Mort pour la France[36][source insuffisante].
- Boris Okouloff né le  3 juillet 1922 à Perm (Rusie) : Mortellement blessé le 28 août 1944 durant les combats de la Libération de Nice. Décédé à 15h30 à l'hôpital Saint-Roch. Il est inhumé au cimetière communal de Caucade à Nice, carré 68, carré des victimes civiles, rang 5, tombe 113[36].
- Napoléon Polchi né le 24 avril 1896 à Nice : Menuisier domicilié 9 boulevard Tzarévitch à Nice. Décédé à 18 heures à son domicile le 28 août 1944 dans les combats de la Libération de Nice. Reconnu Mort pour la France[36][source insuffisante].
- Lina Polidori née le 23 octobre 1909 à Nice : Domiciliée 74 avenue Saint-Barthélémy à Nice. Tuée par une balle tirée par un soldat allemand le 28 août 1944 dans les combats de la Libération de Nice. Décédée à son domicile à 15 heures. Elle est reconnue Mort pour la France. Elle est inhumée au cimetière communal de Caucade à Nice, carré 4, tombe familiale[36].
- Louis Quilico né le 24 avril 1896 à Nice : Employé de banque à la société Lyonnaise de Dépôt domicilié 4 rue du Jésus à Nice. Tué rue de la Préfecture à 8 heures par les Allemands le 28 août 1944 dans les combats de la Libération de Nice. Mention Mort pour la France refusée par manque d'informations précises sur les conditions du décès. |Il est inhumé au cimetière communal de Caucade à Nice, carré 68, carré des victimes civiles, rang 4 tombe 73[36].
- Antoine Revoul né le 2 avril 1900 à Saint-Chamond : Employé. Tué le 28 août 1944 à 14 heures quai Galliéni dans les combats pour la libération de Nice. Reconnu Mort pour la France[36][source insuffisante]. Il est inhumé au cimetière communal de Caucade à Nice, carré 68, carré des victimes de guerre, rang 4, tombe 78[36], puis exhumé.
- Axel Robertson-Proschowsky né le 24 juillet 1904 à Nice : Domicilié chemin des grottes rue des tropiques à Fabron à Nice. Mortellement blessé le 28 août 1944 dans les combats de la Libération de Nice. Décédé à l'hôpital Saint-Roch à Nice à 19 heures le 28 août 1944. Il est reconnu Mort pour la France. Il est inhumé au cimetière communal de Caucade à Nice, carré 68, carré des victimes civiles, tombe individuelle[36].
- Jean Senemaud né le 5 juillet 1933 à Marseille : Domicilié 15 avenue Saint-Laurent à Nice. Tué le 28 août 1944 lors des combats de la Libération de Nice. Abattu chez lui à 10h30 avec sa petite sœur Paulette Sénémaud par les Allemands. Les deux enfants se trouvent dans le jardin clôturé attenant à la demeure familiale. Les soldats de passage à bord de camions ont tiré depuis la route qui surplombe le jardin. Il est reconnu Mort pour la France. Il est inhumé au cimetière communal de Caucade à Nice, carré 68, carré des victimes civiles, rang 6, tombe 121 partagée avec sa sœur[36].
- Paulette Senemaud née le 4 mars 1936 à Marseille : Domiciliée 15 avenue Saint-Laurent à Nice. Tuée le 28 août 1944 lors des combats de la Libération de Nice. Abattu chez elle à 10h30 avec son grand-frère Jean Sénémaud par les Allemands. Les deux enfants se trouvent dans le jardin clôturé attenant à la demeure familiale. Les soldats de passage à bord de camions ont tiré depuis la route qui surplombe le jardin. Elle est reconnue Mort pour la France. Elle est inhumée au cimetière communal de Caucade à Nice, carré 68, carré des victimes civiles, rang 6, tombe 121 partagée avec son frère[36].
- Marguerite Sirone née le 9 décembre 1881 à Fossano : Domiciliée 93 boulevard Gambetta à Nice. Nationalité italienne. Tuée le 28 août 1944 à midi dans les combats de la Libération de Nice. Retrouvée morte chez elle. Les Allemands ont mis un mortier en batterie devant chez elle. Elle aurait été tuée par un éclat d'obus alors qu'elle se trouvait devant sa fenêtre. La mention Mort pour la France est refusée par manque de précisions sur les conditions de son décès. Elle est inhumée au cimetière communal de Caucade à Nice, carré 70, tombe familiale[36].
- Ernest Toselli né le 4 novembre 1917 à Nice : Boucher domicilié à Nice. Décédé à 15h30 3 rue fontaine de la ville prolongée le 28 août 1944 dans les combats de la Libération de Nice. Reconnu Mort pour la France. Inhumé cimetière communal de Caucade à Nice, carré 9, allée du canal, tombe familiale[36].
- Armand Troumelin né le 24 juin 1889 à Nice : Artisan coiffeur domicilié 5 rue de la croix de marbre à Nice. Tué le 28 août 1944 lors des combats de la Libération de Nice. Abattu à 19 heures à l'angle de la rue Halvey et de la rue de la croix de marbre. Il est inhumé au cimetière communal de Caucade à Nice, carré 68, carré des victimes civiles, rang 4, tombe 77[36].
- Charles Tua né le 15 janvier 1866 à Saluces (Italie) : Coiffeur domicilié 7 rue Paul Déroulède à Nice. mortellement blessé par un tir allemand le 28 août 1944 dans les combats de la Libération de Nice. Décédé à 23 heures 7 avenue Durante (clinique Saint-Antoine). Reconnu Mort pour la France. Il est inhumé dans le cimetière communal de Caucade à Nice, carré 28, tombe familiale[36].
- Marie Vives née le 28 février 1908 à Saîda (Algérie) : Secrétaire domiciliée villa Flandre avenue Brasini à Nice. Décédée à 22 heures à l'hôpital Saint-Roch durant les combats de la Libération de Nice. Reconnue Mort pour la France[36][source insuffisante].

### Les 2 civils tués par les bombardements allemands à Saint-Laurent-du-Var
- Eraldo Cippoli né le 3 avril 1875 à Sansepolcro (Italie) : Journalier agricole domicilié villa augustine quartier des gallinières à Saint-Laurent-du-Var. Tué par un obus allemand dans un bombardement sur le quartier des gallinières le 28 août 1944 à 20 heures à la villa Augustine Saint-Laurent-du-Var. Son nom est inscrit sur les plaques commémoratives pour les victimes civiles place Adrien Castillon à Saint-Laurent-du-Var[132].
- Roger Curti né le 22 janvier 1921 à Châteaudun-du-Rhumel (Algérie) : Mécanicien domicilié villa Marie Nil quartier des gallinières à Saint-Laurent-du-Var. Tué par un obus allemand dans un bombardement sur le quartier des gallinières le 28 août 1944 à 20 heures à la villa Marie Nil Saint-Laurent-du-Var. Son nom est inscrit sur les plaques commémoratives pour les victimes civiles place Adrien Castillon à Saint-Laurent-du-Var[132]

## L’épuration à Nice

### L'épuration extra-judiciaire avant la Libération
Dès 1943, les organisations de résistance ont décidé d'éliminer physiquement des collaborationnistes (cadres de la Milice française et du PPF très engagés dans la politique de collaboration) voire de délateurs (qui ont provoqué l'arrestation de résistants ou de Juifs persécutés). 57 personnes ont ainsi été abattues avant la Libération dans 21 communes des Alpes-Maritimes (27 à Nice) : 15 en 1943 (12 à Nice), 16 entre le 1er janvier et le 6 juin 1944 (8 à Nice), 26 entre le débarquement en Normandie et la Libération (7 en Nice).
Voici quelques-unes de ces opérations d'élimination.
Dans la nuit du 14 au 15 avril 1943, l'agent de l'OVRA à Nice, Oswaldo Angrisani, ressortissant italien, est éliminé. Oswaldo Angrisani est né le 14 novembre 1896 à Turin. Le sénateur de l'Isère, Léon Perrier, en résidence à Nice, a monté un groupe de résistants. Angrisani est jugé trop habile et les résistants décident de le supprimer. En quelques mois, cet individu brutal a arrêté une vingtaine de membres du groupe. Deux hommes sont appelés de Grenoble pour régler l'affaire. Angrizani réside au Mont-Boron, 189 boulevard Carnot, dans une petite villa niçoise appelée l'Éolienne, à une centaine de mètres de l'hôpital anglo-américain. Au bout du jardin se trouve un garage qui donne directement sur la route avec un toit en terrasse sur lequel deux gardes armés se tiennent en permanence. Angrizani aime le jeu et sort presque chaque soir au casino de Monte-Carlo et rentre à l'aube. L'objectif est de l'abattre à son retour du casino. Le sénateur et les deux tueurs se rendent sur place à deux reprises sans succès. La troisième reprise est la bonne. Vers trois heures du matin, Angrizani arrive et il est abattu. Les trois hommes parviennent à s'enfuir.
Le  5 juin 1943 sont exécutés à 10h30 Joseph Moraglia et son épouse Séraphine Giordano, des commerçants fascistes délateurs du quartier Magnan domiciliés 9 avenue de la Californie. Joseph Moraglia est tué sur le coup. Son épouse meurt de ses blessures à l'hôpital Saint-Roch à midi. Cette exécution entraîne des représailles menées par une centaine de membres des gruppi d'Azione Nizzarda. Ils se rendent dans le quartier Magnan. Ils y saccagent les appartements et les commerces de français et de naturalisés suspectés d'appartenir à la mouvance communiste.
Le 24 novembre 1943, le docteur Adolphe Tourtou, est abattu sur les marches de l'hôpital Saint-Roch vers dix-sept heures. Adolphe Tourtou est né à Pignans dans le Var le 4 janvier 1896. Docteur en médecine, il est adjoint au maire de Nice et secrétaire fédéral du PPF. Il est marié et domicilié 45 boulevard Victor-Hugo à Nice. Le 28 novembre a lieu au Palais des Fêtes, boulevard Victor-Hugo, à Nice, un grand meeting. Joseph Darnand et Philippe Henriot prennent la parole. Avant le meeting, ils vont s'incliner devant la dépouille du docteur Tourtou. Dans leurs discours, Darnand et Henriot jurent de le venger. De nombreux miliciens sont venus de toute la région. Le soir, les miliciens mangent au restaurant de la Légion, 17, rue Pertinax. Le repas terminé, un groupe de miliciens sort du restaurant. De la rue Saint-Siagre, une main envoie une grenade sur le groupe. Cinq miliciens de l'escorte de Darnand sont tués, 6 sont blessés. En représailles de ces attaques, six résistants (dont Jean Lamy et Eugène Courbet du groupe Léon de Nice, l'opticien Octave Grandperret et le boulanger Guillaume Stuerga arrêtés par la Gestapo en novembre à Vence) détenus au quartier allemand de la Maison d'Arrêt de Nice sont exécutés le 26 décembre 1943 par le Groupe d'Action du PPF,.
Le cadre milicien Ernest Dausse est abattu le 6 février 1944 à Nice. Il est né le 24 octobre 1908 à Nice. Musicien, il est domicilié 15 rue de la Préfecture à Nice. Il meurt à l'hôpital Saint-Roch des suites de ses blessures.
Le 29 mai 1944, vers quinze heures, Georges Karakaïeff est exécuté. Ancien légionnaire, né à Moscou vers 1900, il est devenu un agent de la Gestapo. Il est domicilié 48 rue Rossini à Nice. Il aime la compagnie féminine. Une jolie jeune femme brune de la Résistance le rencontre un jour par hasard et il l'accoste. Elle l'a reconnu et accepte le rendez-vous. Le couple se promène le 29 mai 1944 chemin de Bellet à Nice. Prévenu du rendez-vous par la jeune femme, la résistance a envoyé un de ses hommes qui abat Karakaïeff à coups de revolver. L'agent de la Gestapo meurt sur place.
Raoul Scaiola est exécuté et mortellement blessé. Il meurt à 2h45 le 19 juillet à Nice à la clinique du parc impérial. Il était membre d'un des trois groupes des G.A. - P.P.F. niçois.
Charles Passeron, maire de Lantosque, est exécuté le 24 juillet 1944.
Georges Bensa, avocat, ancien membre du Parti populaire français (arrivé quatrième à la législative partielle de mars 1939) et rédacteur des discours de Darnand, est exécuté le 2 août 1944. Il meurt le 3 août 1944 à 8 heures à l'hôpital Saint-Roch à Nice[source insuffisante].

### L'épuration extra-judiciaire à la Libération
Entre la Libération et la mise en place des tribunaux épurateurs, 73 exécutions sommaires ont lieu dans 18 communes (36 à Nice) dont 10 à Antibes le 23 septembre 1944 au Fort Carré en représailles de la mort d'un jeune FTP la veille. Huit exécutions ont également eu lieu après le début de l'activité des cours de Justice. À Nice, 34 exécutions ont lieu avant le 23 septembre 1944, le premier jour du fonctionnement de la Cour de Justice de Nice et 2 après.
Plusieurs cas d'exécutions sommaires peuvent être relevés à Nice durant l'insurrection niçoise du 28 août 1944 et dans le flottement des jours qui suivent. Le Comité insurrectionnel appelle ainsi le matin du 28 août à commencer "une épuration énergique de tous les salopard connus".
Le 28 août 1944, vers 4 heures du matin, les FFI investissent le passage à niveau (actuel carrefour du 28-Août). Ils capturent une camionnette. Conduits par le chauffeur de taxi « Manus », Louis Sana et Aimé Paiche parcourent le quartier pour y arrêter les « chemises noires » fascistes qu'ils connaissent. Quelques-uns seront exécutés dans la journée.
Le soir du 28 août vers 20 heures, on frappe à la porte de F., il ouvre, descend quelques marches et est abattu.
Un sympathisant fasciste italien est exécuté à l'entrée du tunnel Pessicart, de la voie ferrée du train des Pignes. Son corps reste exposé, pour l'exemple, sur le ballast, avec défense de lui porter secours[réf. nécessaire].
Au dépôt de locomotives Saint-Roch, un collaborateur est poursuivi sur les voies, et mutilé d'un bras, sous la roue d'une locomotive[réf. nécessaire].
Gare de Riquier, un couple de collaborateurs... et leur chien sont pendus à un réverbère[réf. nécessaire].
Place Saluzzo, une famille de collaborateurs notoires accueille et séquestre littéralement un soldat américain, abreuvé, saoulé, gavé, et cajolé, pour éviter l'intrusion des justiciers résistants[réf. nécessaire].
Dans la plaine du Var, une famille de collaborateurs notoires choisit de résister les armes à la main aux épurateurs. L'escarmouche ne se prolonge guère, les justiciers ne font pas justice et vont porter leurs foudres ailleurs[réf. nécessaire].
Le 29 août, le couple Ange Baroni et Joséphine Marenghi est exécuté à son domicile du 212 boulevard du Mont-Boron à 20 heures.
Trois hommes domiciliés à Villefranche-sur-Mer, Félix Gautier, Georges Le Grand et Pierre Cappeletti, sont arrêtés à Villefranche-sur-Mer, jugés par un tribunal militaire improvisé de F.F.I. et fusillés le 30 août 1944 à Nice à 9 heures aux Plâtrières, derrière les nouvelles prisons de Nice.
Le 1er septembre à minuit, deux hommes sont jugés par un tribunal militaire improvisé de F.F.I. et fusillés au lycée de garçons à Nice : Joseph Allavena et Séraphin Cipre. Joseph Allavena était le Responsable avec Pierre Bramardi du bureau social niçois du P.P.F.. Ce bureau s'occupait des familles des engagés de la L.V.F. et de la S.S. mais aussi d'arrestations de résistants
Le 9 septembre, le cadavre du médecin Paul Comes est découvert vers midi au quartier de Saint-Pierre-de-Féric. Trois autres corps sont retrouvés le même jour au quartier de la Sirole à Saint-Pancrace : Angèle Martini décédé vers 11 heures, Jean Tortarola et un inconnu décédés vers 15 heures.
Le 11 septembre 1944, un homme d'environ 30 ans et une femme d'environ 65 ans sont exécutés vers 22 heures au lieu-dit terrain Bonfils à la hauteur du 428 boulevard de la madeleine. Les corps sont découverts enterrés à environ 10 mètres de la route le lendemain[source insuffisante].
Jacques Aber est agressé quelques jours avant la Libération puis transporté à l'hôpital Saint-Roch pour y être soigné. Le 12 septembre, à 13 heures, il est achevé d'une balle dans la tête à l'hôpital. Il était membre d'un des trois groupes des G.A. - P.P.F. niçois.
Le corps sans vie d'un inconnu est retrouvé le 22 septembre 1944 à Gairaut à Nice.
Au moment de la Libération, entre fin août et fin septembre, des arrestations massives, sans précédent, ont lieu dans le département. Près de 2.532 personnes sont emprisonnées fin septembre dans des dizaines de centres d'internement. L'entassement et la promiscuité posent rapidement problème ainsi que la situation sanitaire (manque d'eau courante, d'hygiène, de paillasses...). Ses arrestations sont opérées dans la confusion sans que l'on sache vraiment qui est détenu et où. Enfin libres, la crainte demeure des actions d'une 5e colonne. Cette situation a permis plusieurs abus (libérations injustifiées, disparition de dossier et de personnes, sévices corporels, liquidations, extorsion de fonds...). La police d'épuration du Comité départemental de libération est montrée du doigt par le préfet pour des irrégularités commises à l'hôtel Scribe de Nice : tortures, extorsion de fonds... Dès le 28 septembre, le commandant Max est arrêté pour des vols et des disparitions de détenus. Sous le couvert du brassard FFI, cet aventurier avait organisé une épuration sauvage à l'hôtel Adriatic. On se rend finalement compte que 50 % des membres de cette police sont des repris de justice. Cette police est dissoute le 26 décembre 1944.
Plusieurs lieux d'internement sont utilisés à Nice et alentour : maison d'arrêt, hôtel Scribe (avenue Georges-Clemenceau) et hôtel Suisse (réquisitionné, quai Rauba-Capeu) à Nice, casernes de La Galinière à Saint-Laurent-du-Var et Saint-Jean-d'Angély à Nice.
Plusieurs dizaines de femmes ont également été tondues, pour collaborations avec les Allemands (qui n'ont occupé Nice qu'un an) mais surtout pour les sympathisantes fascistes, militantes depuis 1940 du rattachement de Nice à l'Italie.

### Les dernières exécutions sommaires
À partir du 23 septembre 1944, la cour de Justice de Nice commence à se réunir. L'épuration judiciaire et légale commence. Cependant, quelques exécutions sommaires ont lieu jusqu'au 8 octobre 1946.
Le 2 février 1945, les corps de deux femmes, Suzanne Defeu et Georgette Capitaine, exécutées par la Résistance, sont retrouvés à la Madonette-Terron, près de la statue.
Le 18 mars 1945, un  métayer italien, Settimio Carletti, 66 ans, est tué par un groupe de 8 individus à la place de ses deux fils en fuite,.
Le 14 mars 1946, on découvre le corps du boulanger Joseph Innocenti. dans son fournil. Le corps est criblé de balles de mitraillette. Ce boulanger avait été arrêté à la Libération à cause de ses opinions fascistes. On ignore cependant s'il s'agit d'un crime crapuleux ou d'un règlement de comptes.
Le 8 octobre 1946, le docteur Jacques Meyzenc, président départemental du PPF, collaborateur notoire, est exécuté à l'hôpital Pasteur. Condamné à mort, à la dégradation nationale et à la confiscation de ses biens le 25 juin 1946 par la cour de Justice de Nice, sa peine a été commuée en travaux forcés à perpétuité. Certains résistants refusent d'admettre ces décisions. Une première tentative d'exécution a lieu le 21 septembre lors du transfert du prisonnier à Marseille alors que celui-ci se trouve entre deux gendarmes dans le compartiment du train. Grièvement blessé, il est emmené à l'hôpital Pasteur à Nice, pavillon des détenus où il est finalement exécuté par des inconnus. Il s'agit de la dernière exécution extra-judiciaire connue dans les Alpes-Maritimes,.

### Le rétablissement de la légalité républicaine
La presse résistante, notamment la presse communiste du Front National, réclame une épuration sévère et expéditive, justifiant même les exécutions sommaires et illégales comme celles du Fort Carré le 23 septembre 1944 (10 fusillés sans jugement). Les exécutions du Fort Carré sont fermement condamnées par le préfet et le Comité départemental de libération. Une polémique éclate. La presse communiste critique l'action du Comité départemental de Libération jugée trop laxiste. La légalité républicaine parvient cependant lentement à s'imposer.
Le préfet Escande et le Comité départemental de Libération interviennent pour clarifier la situation des 2 532 personnes interpellées et toujours internées fin septembre 1944. Le préfet obtient des listes et des lieux de détention. Raymond Aubrac, commissaire régional de la République réclame également un tri dans les centres d'internement. Fin novembre, il reste 2 130 internés, 1 532 en décembre et 1 389 en février. Au total, 4 127 personnes ont été internées à un moment donné pour fait de collaboration dans les Alpes-Maritimes. C'est deux fois plus que par exemple dans l'Hérault (2 011 personnes).

### L'épuration judiciaire
Un tribunal militaire FFI fonctionne à Nice du 17 septembre au 18 octobre 1944, présidé par le commandant Chasuble, assisté des commandants Malherbe et Parent, des capitaines Michel, Gatti et Lorrain. Il se prononce sur cinq cas :
Cinq personnes sont jugées par le tribunal militaire FFI de Nice entre le 17 septembre et le 18 octobre 1944 :
- le chauffeur de taxi italien César Fiorucci impliqué dans la dénonciation des résistants Torrin et Grassi et pendus le 7 juillet 1944 à Nice. Il est né le 14 octobre 1914 à Città di Castello (Pérouse). Il est chauffeur. Il est condamné à mort le 23 septembre. Il est fusillé en public le 27 septembre 1944 à sept heures sept minutes, sur le quai des États-Unis à Nice, plage Beau Rivage, par un peloton de 12 FFI.

- trois autres hommes impliqués dans cette même dénonciation des résistants Torrin et Grassi et condamnés à des amendes.

- Le tribunal juge également le capitaine FTP Louis Pietri qui a commandé le peloton d'exécution du Fort Carré (10 fusillés illégalement). Il est acquitté le 5 octobre mais cassé de son grade.

Les tribunaux spécialisés se mettent en place.
Les Cours de Justice pour les cas graves de collaboration (intelligence avec l'ennemi, délation, participation aux combats sous uniforme ennemi) : 1re section (23 septembre 1944) et 2e section (24 janvier 1945) de Nice, cour de Justice de Grasse (9 février 1945).
Les chambres civiques pour les cas mineures de collaboration (délit d'appartenance à un mouvement anti-national) : 1re section (5 décembre 1944) et 2e section (25 janvier 1945) de Nice, chambre civique de Grasse (27 février 1945).
Les cours de Justice voient comparaître 1167 prévenus (909 hommes, 258 femmes, 686 français et 481 étrangers dont 421 italiens). 33 peines capitales sont décidées (30 hommes et 3 femmes), 223 peines de travaux forcés et 674 peines de réclusion. 237 personnes sont acquittées (27 %). Sur les 33 condamnations à mort, 22 hommes et 2 femmes sont graciés par le commissaire régional de la République ou du chef du gouvernement provisoire. 9 personnes sont exécutées:
Neuf personnes sont exécutées dans les Alpes-Maritimes à la suite d'un Jugement des Cours de Justice des Alpes-Maritimes
- Yvonne Davaine, délatrice, condamnée le 16 octobre 1944 par la Cour de Justice de Nice et exécutée le 19 octobre 1944.
- Jean Garel de Koenig, gestapiste, condamné le 14 novembre 1944 par la Cour de Justice de Nice et exécuté le 23 décembre 1944.
- Félix Valetti, délateur, condamné le 13 janvier 1945 par la Cour de Justice de Nice et exécuté le 6 février 1945.
- Marius Fugairon, milicien, condamné le 22 février 1945 par la Cour de Justice de Grasse et exécuté le 15 mars 1945.
- Richard Held : Originaire de Moselle. Trois fois condamné pour vol, il rejoint la Gestapo comme interprète et devient lieutenant de la Gestapo cannoise. Surnommé lieutenant Richard. Sa maîtresse est Berthe Blanchet épouse Jaubert, domiciliée à l'époque avenue des Palmiers à Cannes. Responsable de vols, tortures et assassinats commis à Cannes notamment dans les caves de la villa Montfleury, siège de la Gestapo cannoise. Il a ainsi exécuté d'une balle dans la tête le juif Samuel Smilévitch, croix de guerre avec 7 citations, médaille militaire, invalide de guerre à 60 %, secrétaire de la maison des prisonniers de Cannes. Samuel Smilévitch est arrêté par le GAPPF de Cannes puis livré à la Gestapo le 24 juin 1944. Il refuse de donner une liste des juifs de Cannes. Son corps est retrouvé dans un chemin à Mougins près de Cannes le 25 juin 1944. Richard Held est également un des trois officiers (avec le lieutenant Willy Bauer et la capitaine Hans Josef Moser) qui fusillent le 15 août 1944, à 20 h 30, 10 résistants qui se trouvent dans les 4 cellules des caves de la villa Montfleury, juste avant d'évacuer les locaux. Malheureusement pour les assassins, sur les 11 résistants voués à la mort, trois survivent. L'inspecteur de police Edouard Negri profite de l'action courageuse de Concetta Biacca. Bauer bloque la sortie et tire une balle dans la tête de la jeune femme alors qu'elle quitte la dernière sa cellule. C'est le début de la tuerie. Mortellement blessée, elle l'agrippe et parvient à le faire tomber. Edouard Negri en profite pour foncer vers la sortie et parvient ainsi à s'échapper dans la rue malgré les tirs. Furieux, les officiers s'acharnent sur les 10 résistants qui restent et vident leurs chargeurs sur eux. Dans la folle fusillade, Bauer blesse même son complice Held d'une balle dans le pied. Leur crime accompli, ils quittent Cannes pour Nice puis partent vers l'Italie le 17 août. Cependant, deux résistants grièvement blessés vont survivre à leurs blessures : Louis Balesi et Marcel Neydorff. Blessé au pied, Richard Held doit s'arrêter le 17 août à Monte-Carlo avec sa maîtresse pour se faire soigner. Il est finalement arrêté à la Libération. Pour ses différents crimes, Richard Held est condamné à mort le 6 décembre 1945 par la Cour de Justice de Grasse et exécuté le 19 avril 1946.
- Eugène de Balintfly, gestapiste, condamné le 6 décembre 1945 par la Cour de Justice de Nice et exécuté le 12 février 1946.
- Eugène Jost, gestapiste, condamné le 26 mars 1946 par la Cour de Justice de Nice et exécuté le 28 mai 1946.
- Louis Delclève, gestapiste, condamné le 20 juin 1946 par la Cour de Justice de Nice et exécuté le 25 avril 1947.
- Félix Trucchi, GAPPF, condamné le 16 juillet 1946 par la Cour de Justice de Nice et exécuté le 23 août 1946.

Après le 31 juillet 1946, les condamnés à mort sont transférés à Aix-en-Provence ou au tribunal militaire de Marseille. La plupart bénéficient de remises de peine puis des amnisties de 1951 et 1953.
445 détenus sont jugés par contumace. Ce sont bien souvent les dossiers les plus lourds (tortionnaires de la Milice et du GAPPF, Waffen-SS...). 132 peines capitales et 5530 années de travaux forcés sont décidées.
Les chambres civiques ont jugé 753 prévenus (616 hommes, 137 femmes, 748 Français, 5 étrangers dont 3 Italiens). 481 peines d'indignité nationales sont décidées avec souvent des amendes. 272 personnes sont acquittées (36 %).
Au total, 1 920 Azuréens dont 942 Niçois ont été jugés dans les Alpes-Maritimes entre l'automne 1944 et l'été 1946. D'autres l'ont été dans les Bouches-du-Rhône et la Seine.

### L'épuration politique
Le Comité départemental de Libération et le préfet étudient minutieusement les cas des chefs de service, élus municipaux et départementaux. Ceux-ci risquent la suspension ou la révocation.
Dès les premiers jours de la Libération, le préfet Moyon suspend le secrétaire général de la préfecture Lauvel, le chef du cabinet du préfet Ravard, le sous-préfet de Grasse Pierangeli, le procureur de l'État français Roman, le président du tribunal civil de Nice Pagès, l'inspecteur d'académie en fuite Davoine, les commandants des GMR Dalo (Alpes) et Teillet (Amiral de Grasse), le commandant de la légion de gendarmerie Blachère, le délégué départemental à l'information Moschetti-Giaubert, le commissaire divisionnaire Boupat (délégué de l'intendant régional au maintien de l'ordre).
À Nice, le magistrat municipal H. Vidal-Revel est suspendu. Les anciens conseillers généraux et départementaux P. Balestre (Nice III) et D. Ciaudo (Nice IV) sont révoqués.

### L'épuration administrative
Cette épuration est moins spectaculaire que l'épuration judiciaire mais concerne des milliers de personnes. Elle touche la carrière des fonctionnaires (révocation, rétrogradation d'échelon, déplacement d'office, mise à la retraite d'office) ou des professions qui bénéficient d'une concession de services publics (exclusion, blâme).
Dans la Police, dix commissaires et inspecteurs sont révoqués. Dans l'enseignement, huit fonctionnaires sont révoqués, trois mis à la retraite d'office, vingt-quatre sont déplacés et douze rétrogradés. À la chambre de commerce, douze personnes sont révoquées, deux radiées, trois mises à la retraite d'office et deux rétrogradées. Neuf membres du personnel médical ne peuvent plus pratiquer la médecine dans le chef-lieu ou dans le département, quinze sont exclus, un est blâmé. Soixante-douze employés ou cadres municipaux sont l'objet d'une enquête approfondie : trente et un sont finalement suspendus (dont le chef de bureau Francis Palmero) ou révoqués.

### L'épuration économique
Les entrepreneurs qui ont participé à la construction du "mur de la Méditerranée" ou ont réalisé des bénéfices grâce à la collaboration subissent de lourdes sanctions financières. 59 millions de francs sont confisqués et 55 millions de francs d'amende sont imposés à une vingtaine d'entreprises du BTP (Bonorvi et Cioci, Bally-Sobiesky, Ciffreo et Bona, Véran et Costamagna, Spada, Nicoletti, Thorrand), de la parfumerie (Bruno Court, Cresp) et de la métallurgie (Michel). Une dizaine de patrons passent de quelques semaines à quelques mois de prison préventive. Albert Ottina, impliqué dans la démolition du casino de la Jetée-Promenade et la construction de blockhaus, est condamné à 20 ans de travaux forcés.
Des séquestres provisoires sont imposées à plusieurs entreprises : Compagnies du gaz et des eaux, énergie électrique du littoral méditerranéen, TNL, Descours et Cabaud, Thorrand, Petterano, Sacco, Couiteas de Faucamberge, Michel. Un séquestre définitif est infligé à l'hôtellier cannois Martinez et à des sociétés comme 'L'éclaireur de Nice', le 'Petit niçois' et les studios de la Victorine.
Chez les taxis, trente patrons et employés sont exclus de la corporation, neuf sont suspendus et quatre sont touchés par des amendes. Aux TNL, huit cadres et employés sont licenciés.

## Galerie

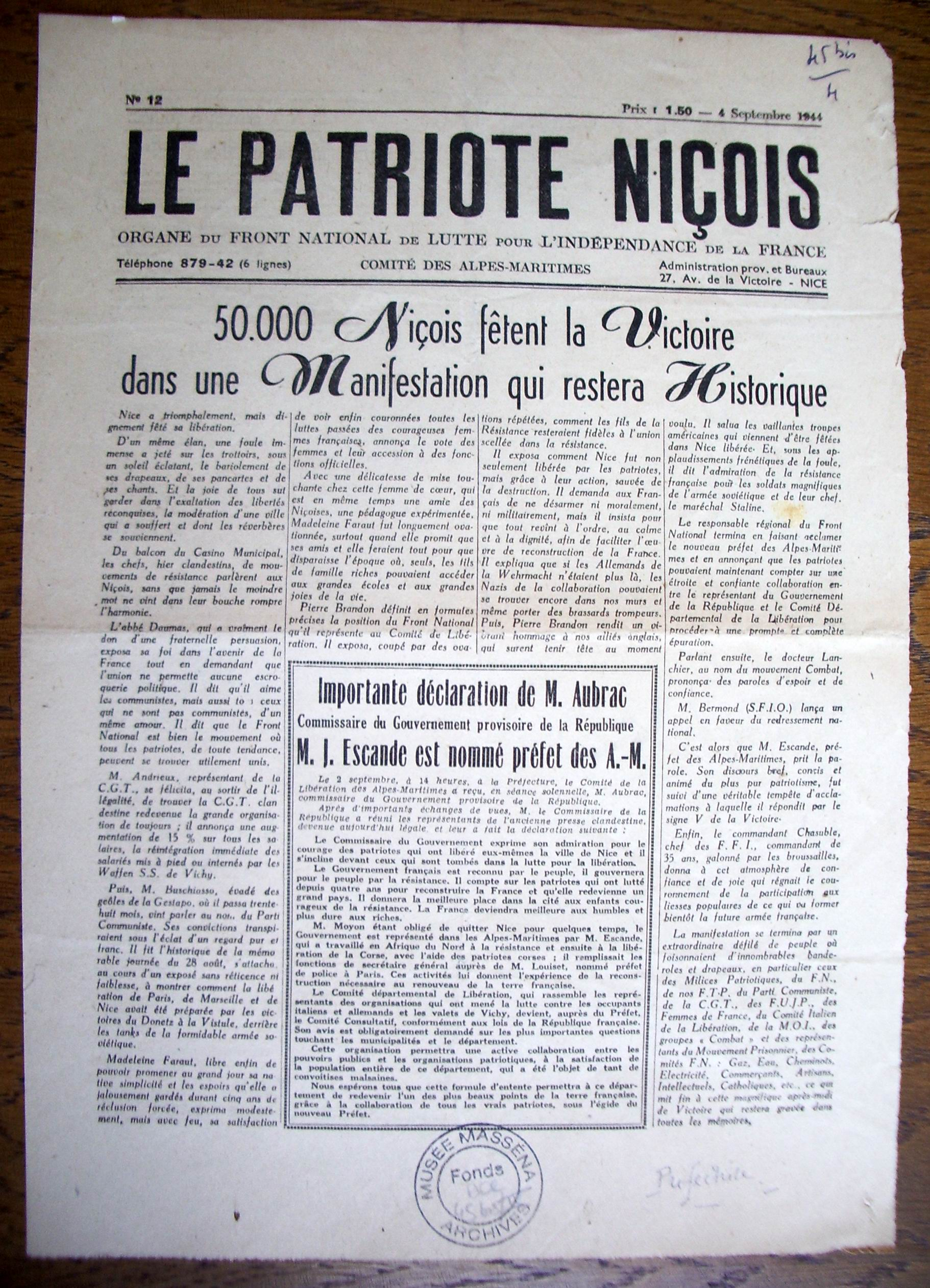
Le Patriote Niçois paru le 4 septembre 1944.
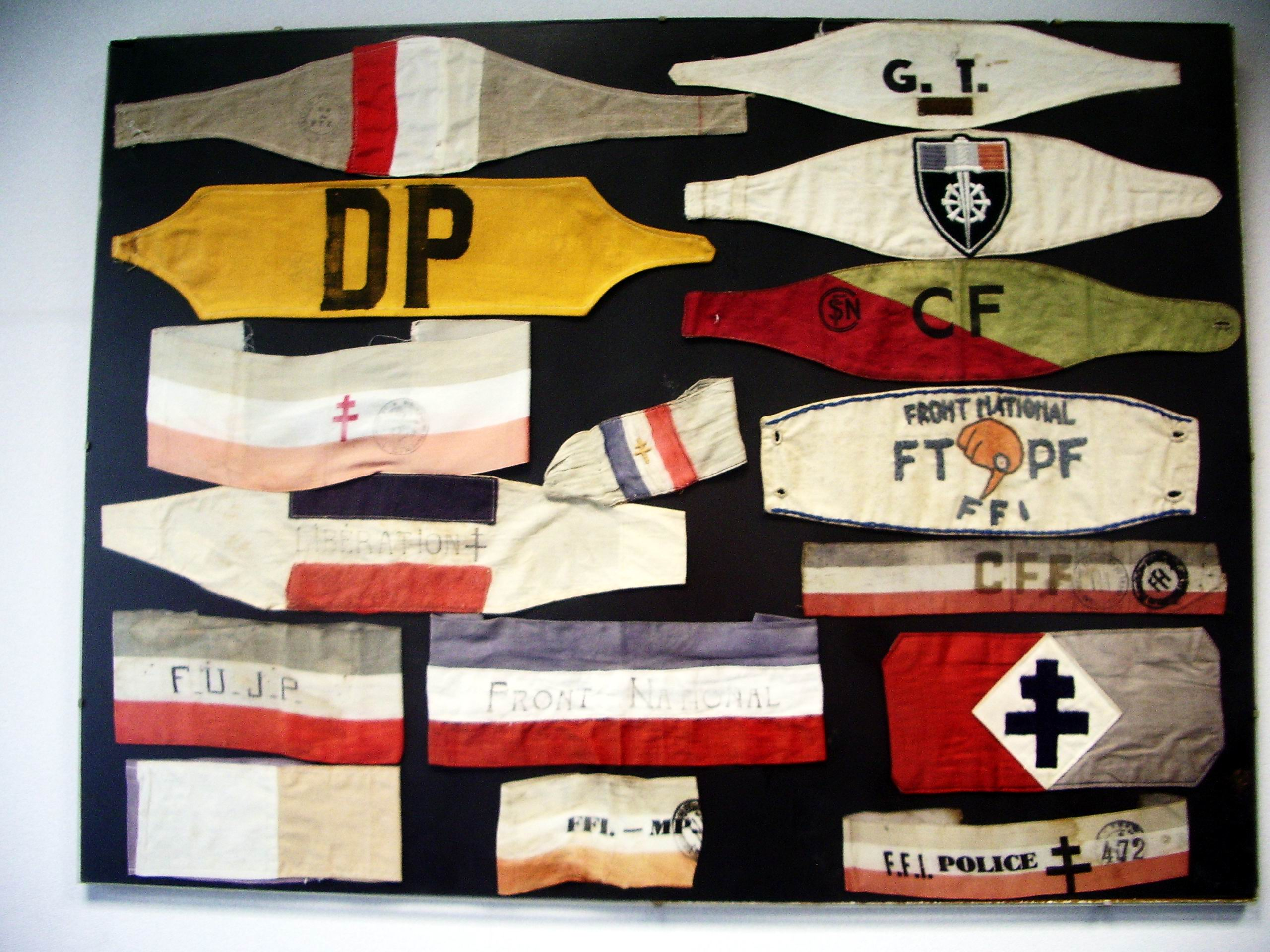
Brassards des différents groupes à la Libération.
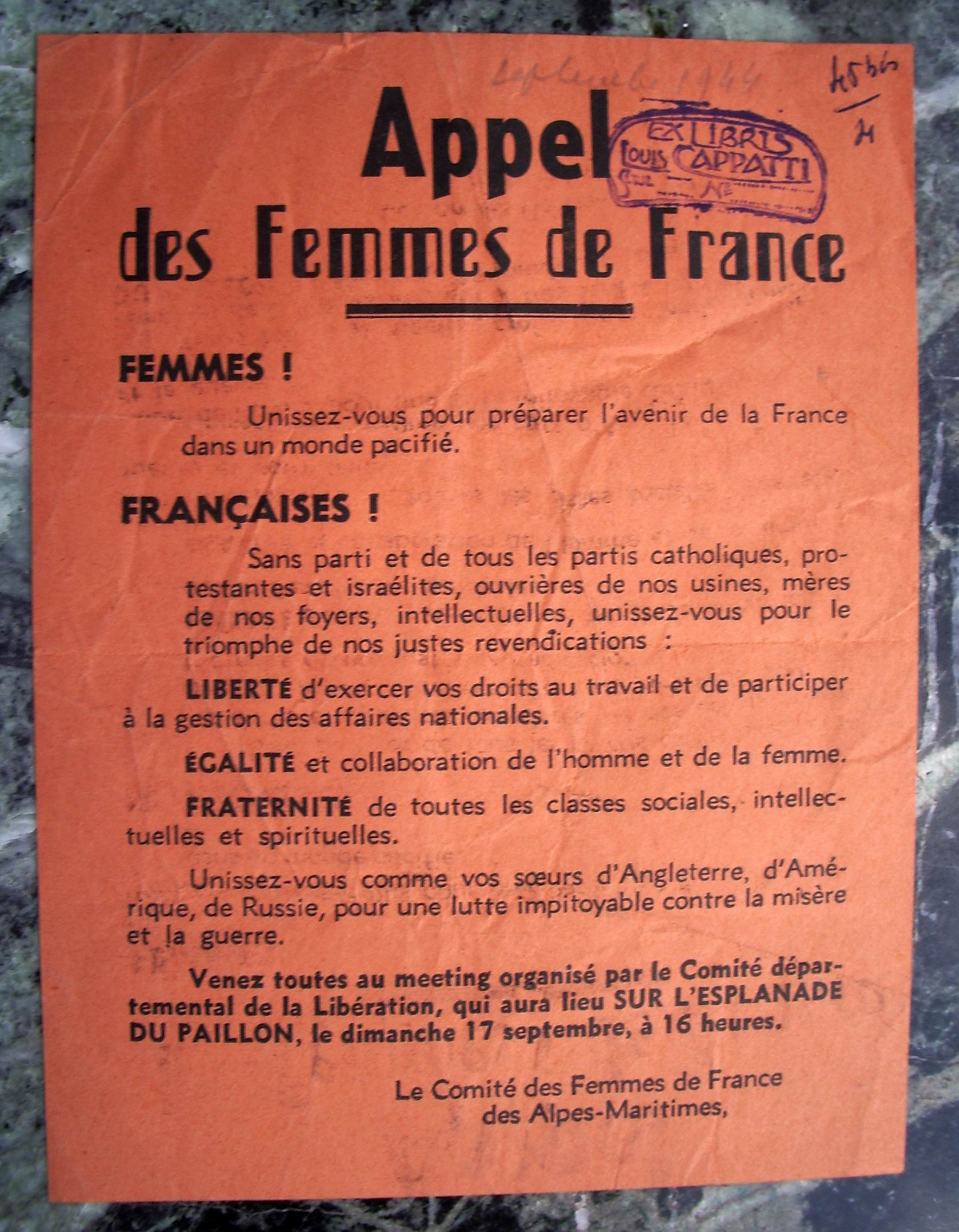
Tract des femmes des Alpes maritimes.